# Військові Повонзки

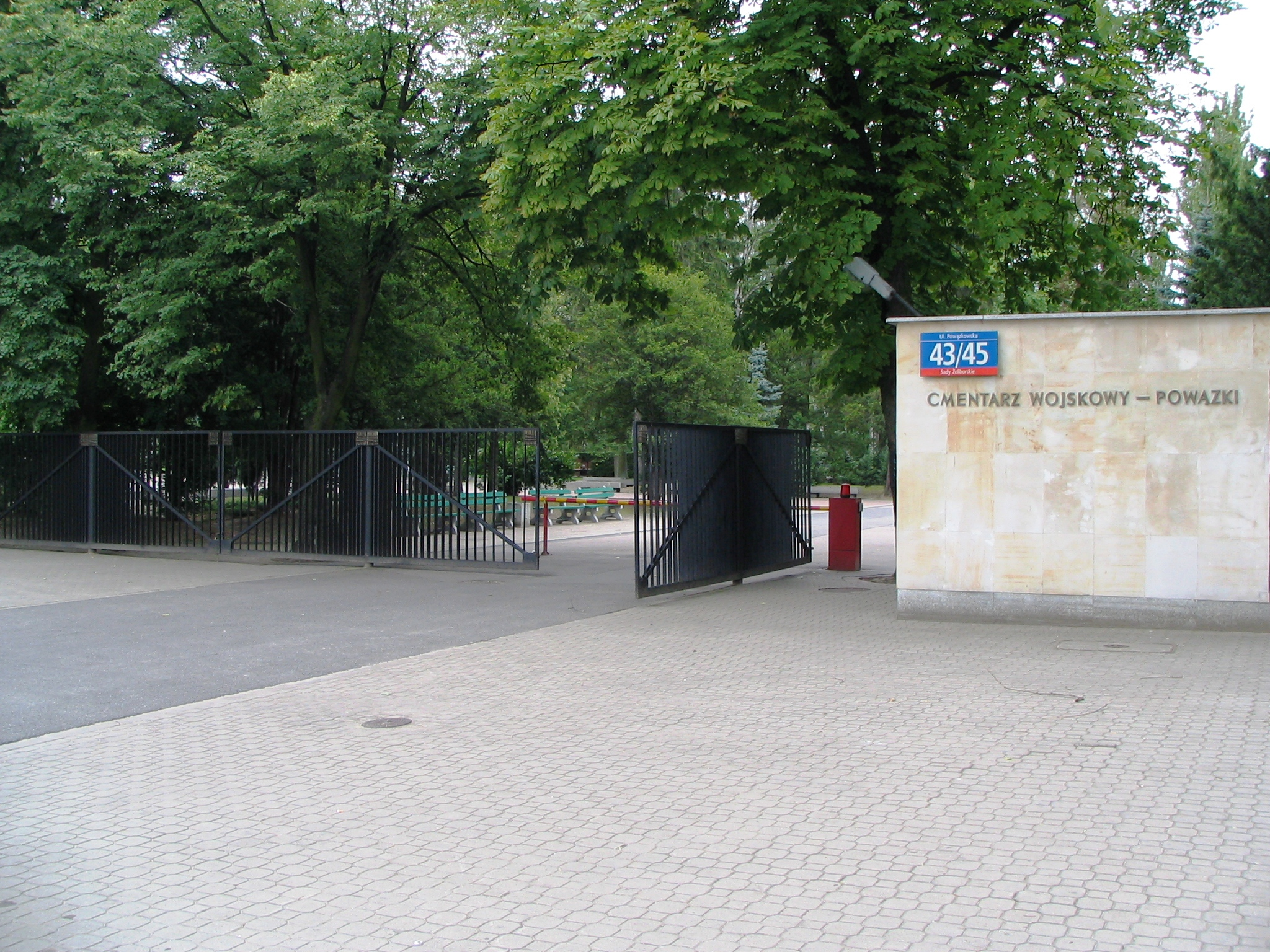
Головні ворота цвинтара

Військовий цвинтар Повонзки або Військові Повонзки (пол. Cmentarz Wojskowy na Powązkach, Powązki Wojskowe) — відомий цвинтар у Варшаві, на території муніципального району Повонзки (вул. Повонзковська, 43/45), заснований в 1912 році.
10 листопада 2010 в Смоленській частині цвинтара був урочисто відкритий Пам'ятник жертвам смоленської авіакатастрофи.

## Відомі поховання

### Глави Польської держави
- Болеслав Берут, вищий партійно-державний керівник в 1944-1956
- Александр Завадський, політичний і державний діяч
- Юзеф Циранкевич, голова уряду в 1947-1952 і 1954-1970
- Генрик Яблонський, воєначальник, політичний діяч, історик

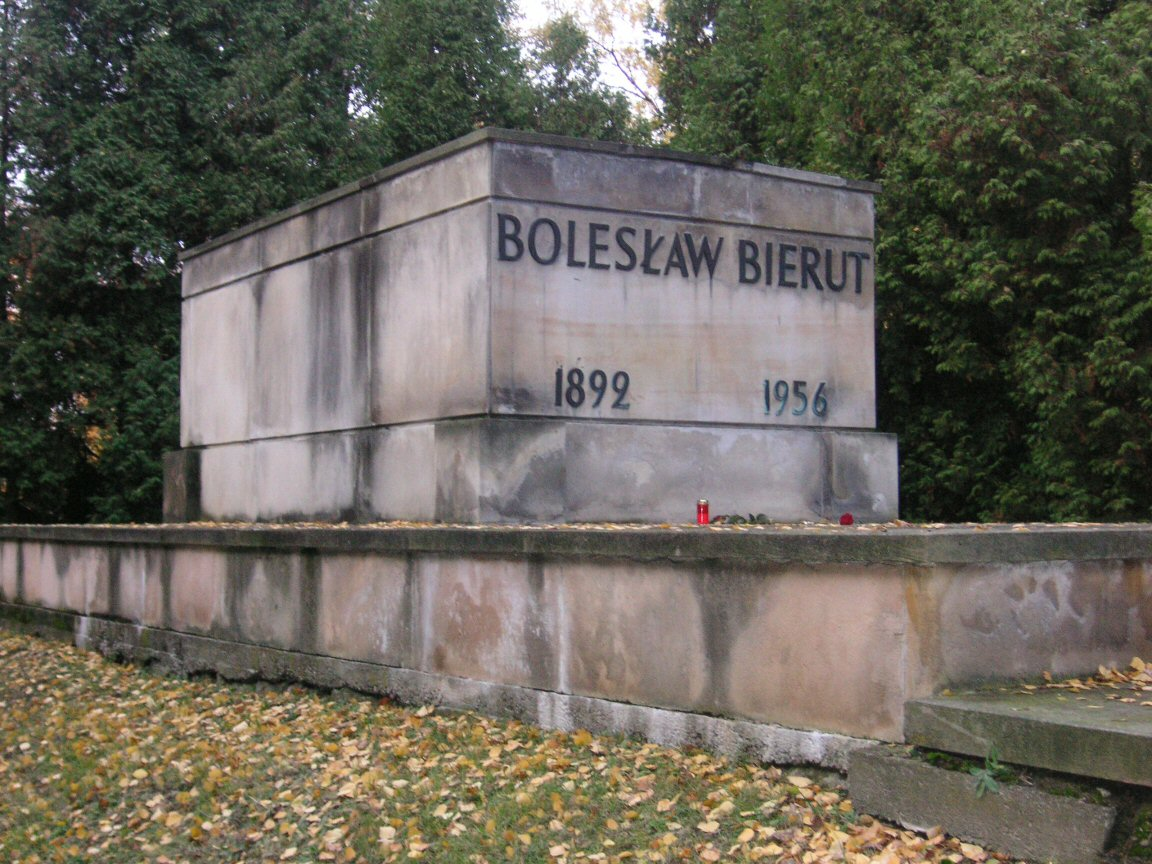
Могила Болеслава Берута
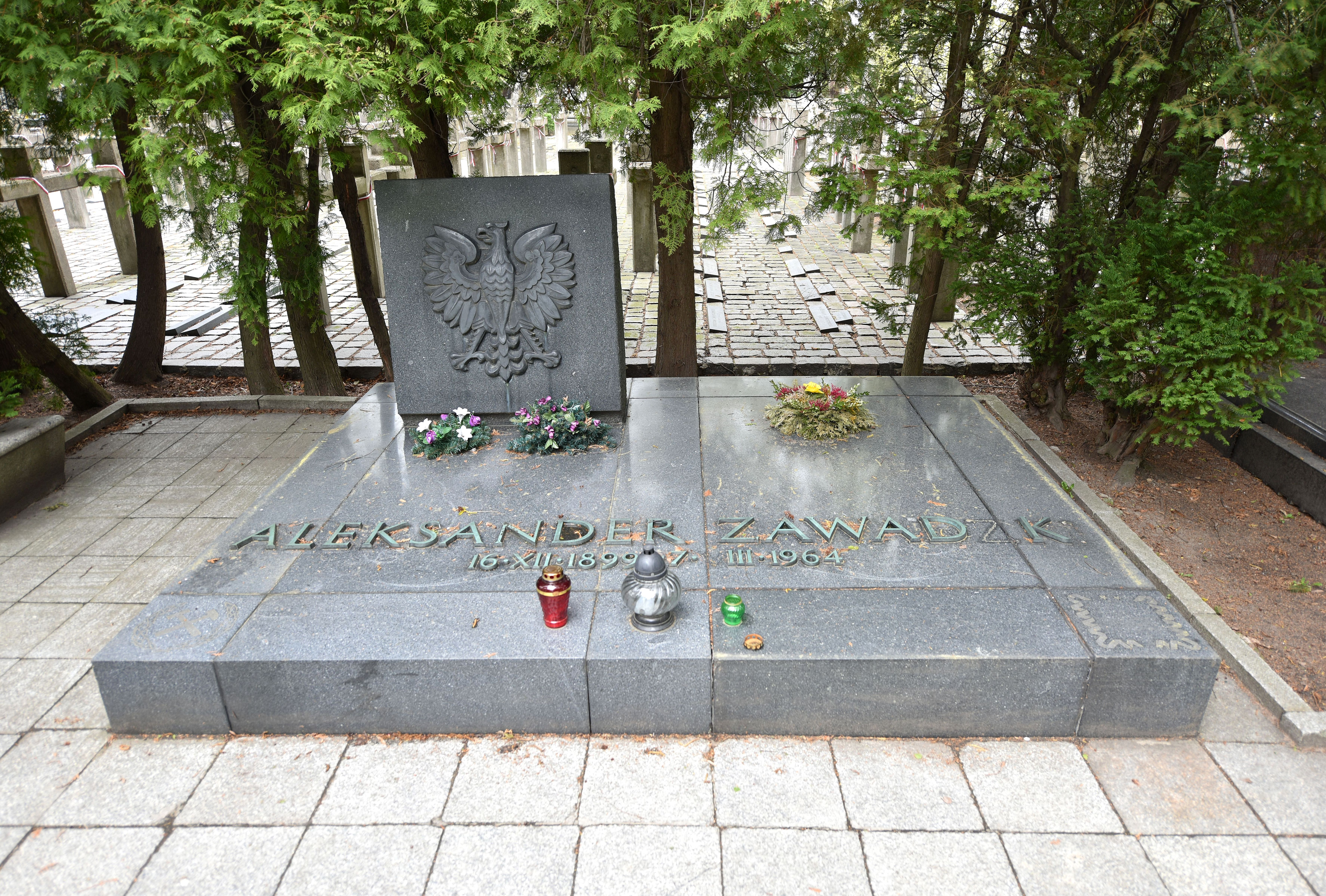
Могила Александра Завадського
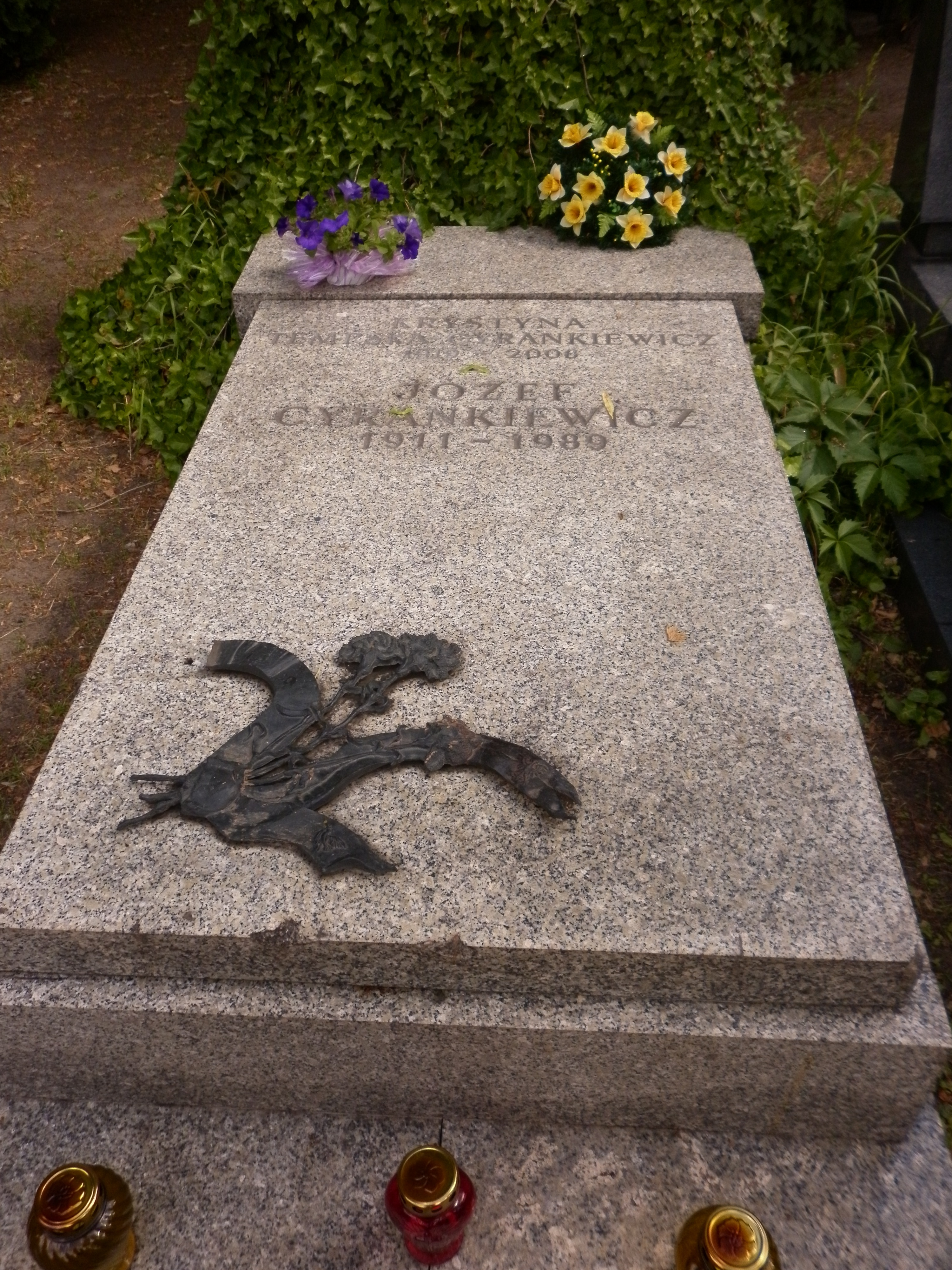
Могила Юзефа Циранкевича
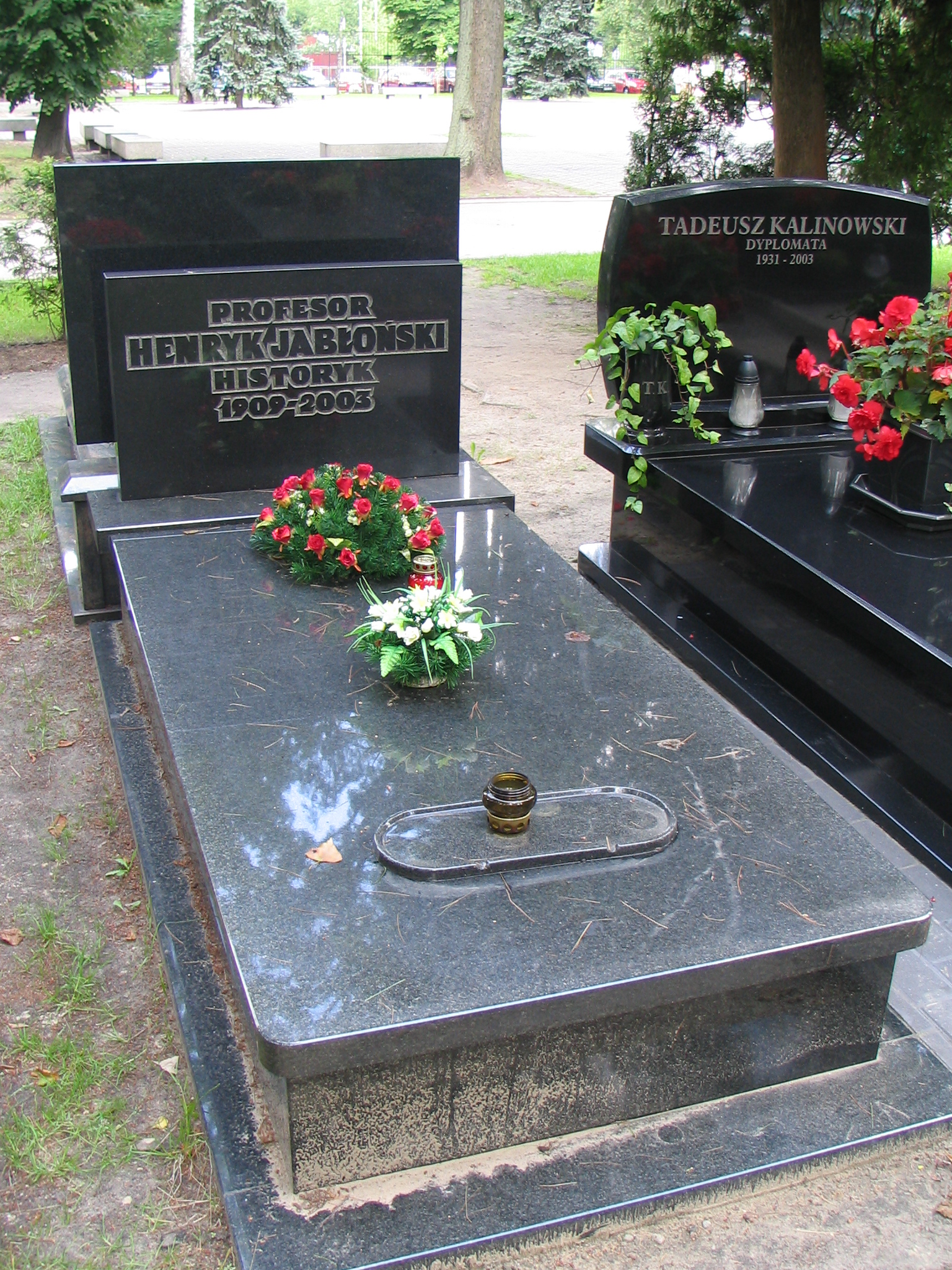
Могила Генрика Яблонського

### Військові діячі
- Петро Абаканович, військовий діяч, льотчик
- Анджей Бласік, командувач ВПС Польщі
- Казімєж Гілярський, командувач гарнізоном Варшави
- Франтішек Гонгора, начальник Генерального штабу Війська Польського
- Люціан Желіговський, генерал, військовий міністр (1925—1926)
- Ян Зумбах, льотчик
- Болеслав Ковальський, полковник Армії Людової, командувач Варшавським округом AL, один з керівників Варшавського повстання
- Вацлав Комар, генерал військової розвідки і держбезпеки, командувач Корпусом внутрішньої безпеки
- Міхал Роля-Жимерський, маршал Польщі, міністр оборони в 1945—1949
- Юліуш Руммель, генерал дивізії Війська Польського
- Кароль Сверчевський, державний і військовий діяч, генерал
- Станіслав Сосабовський, генерал Війська польського
- Мар'ян Спихальський, маршал Польщі

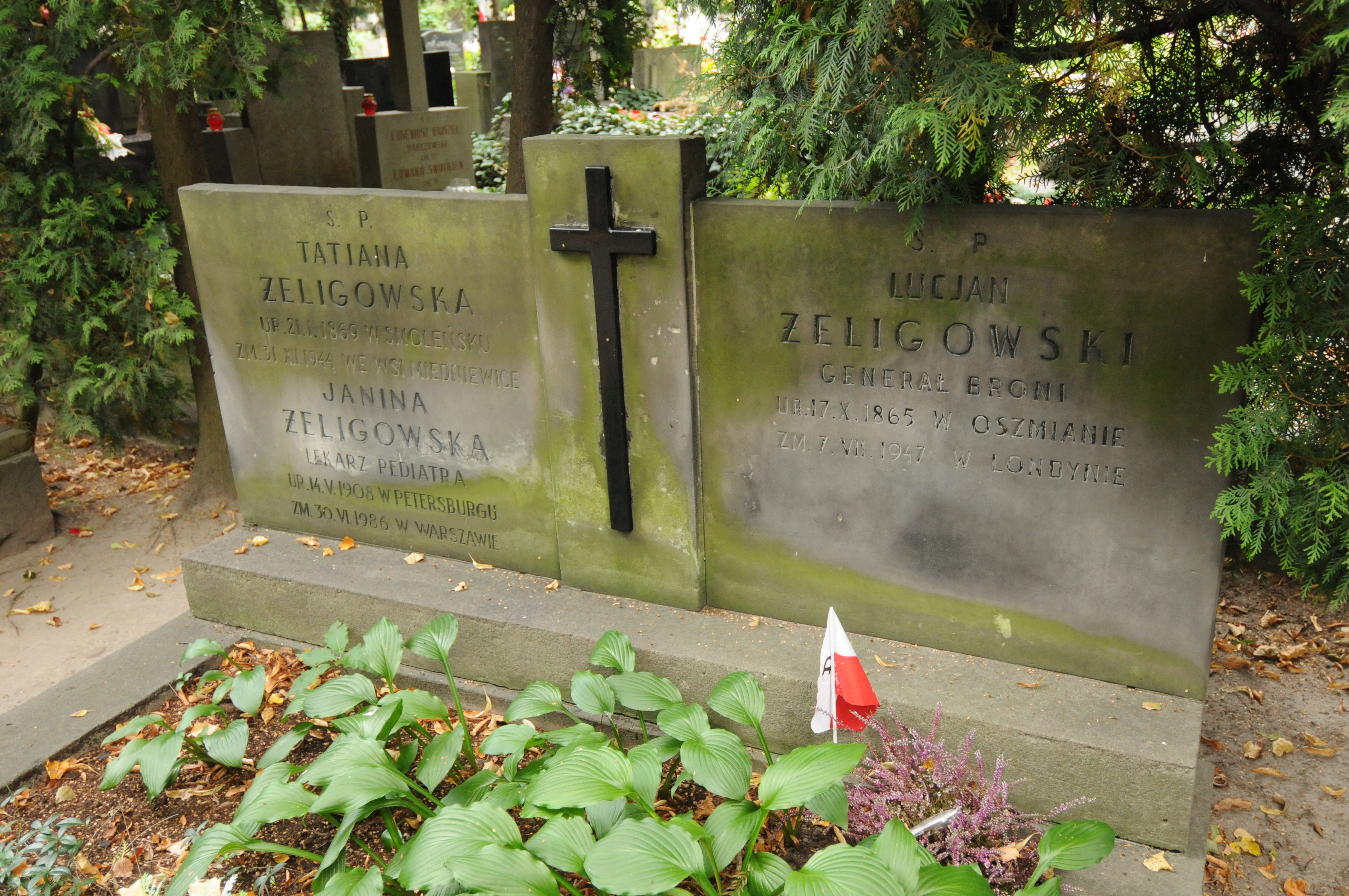
Могила Люціана Желіговського
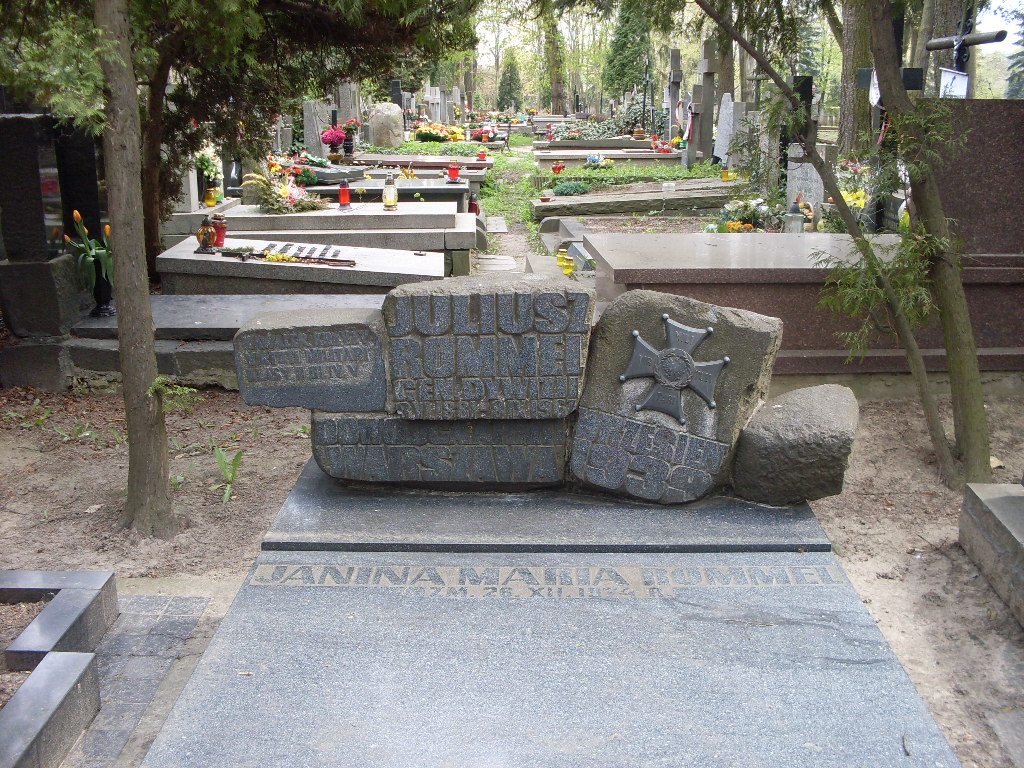
Могила Юліуша Руммеля
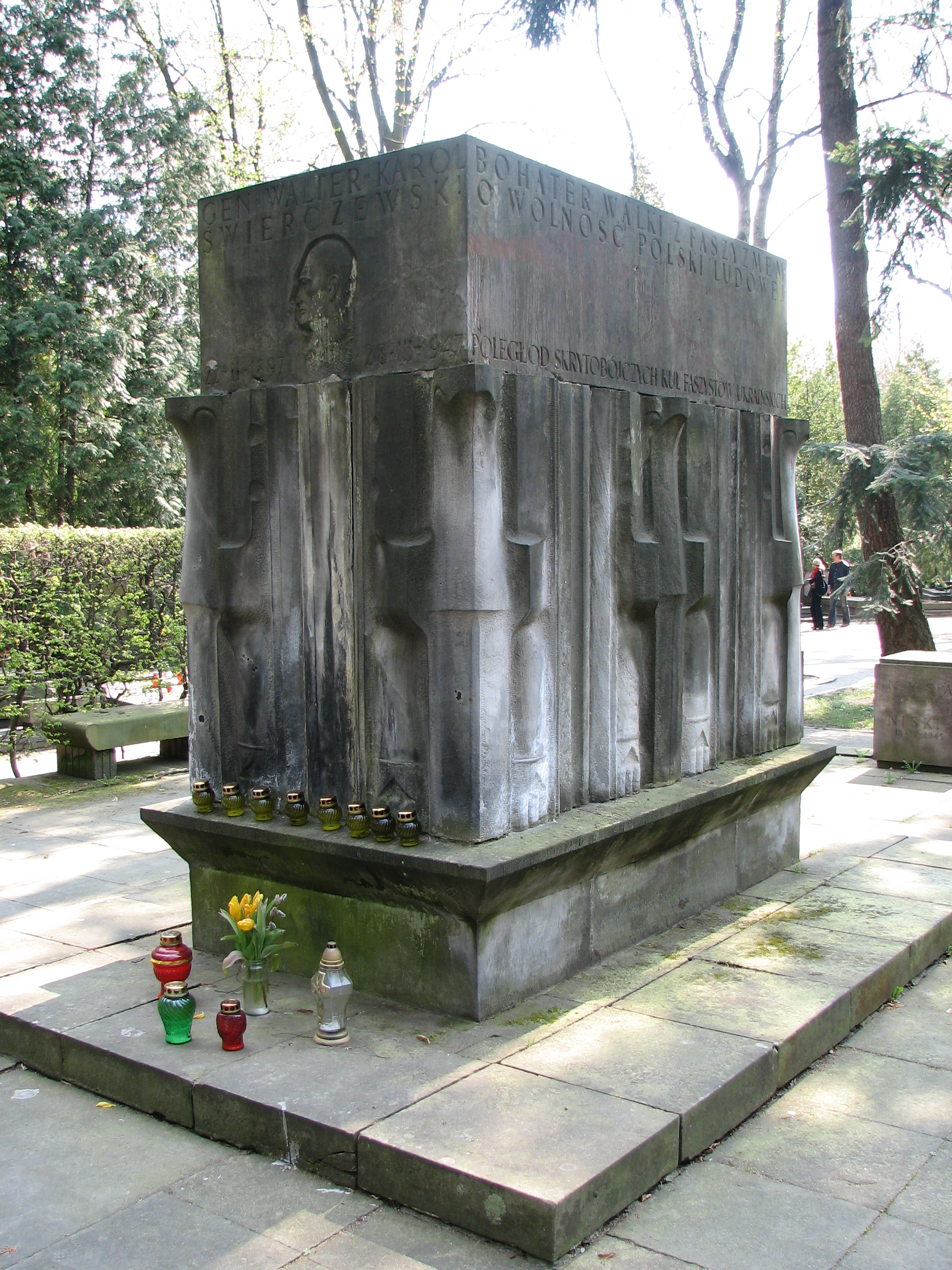
Могила Кароля Сверчевського
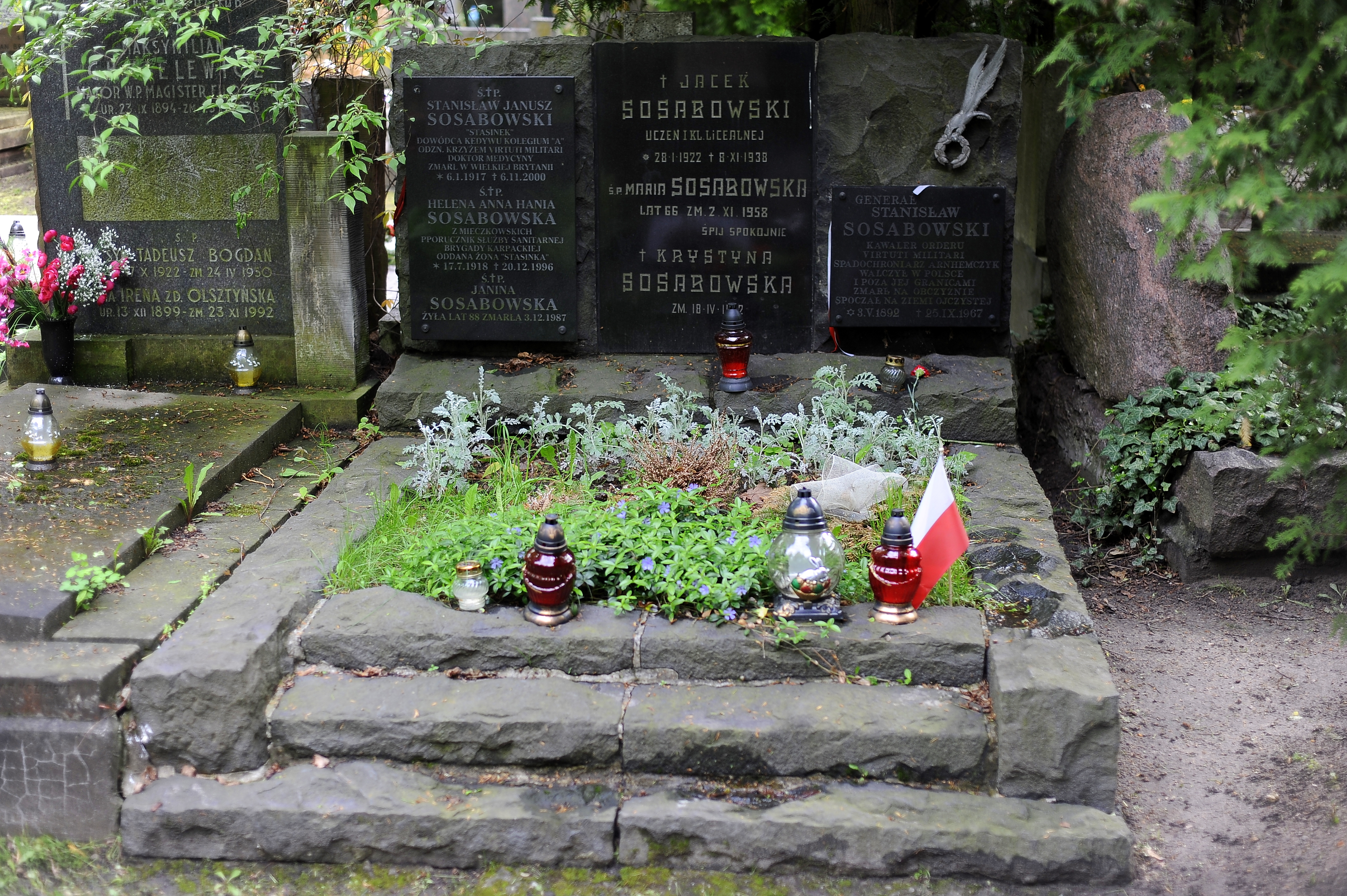
Могила Станіслава Сосабовського

### Письменники та поети
- Кшиштоф Каміль Бачинський, поет
- Ян Бжехва, поет
- Тадеуш Боровський, поет і прозаїк
- Тадеуш Бреза, письменник
- Владислав Броневський, поет
- Адам Важік, поет
- Віктор Ворошільський, поет
- Тадеуш Гайци, поет

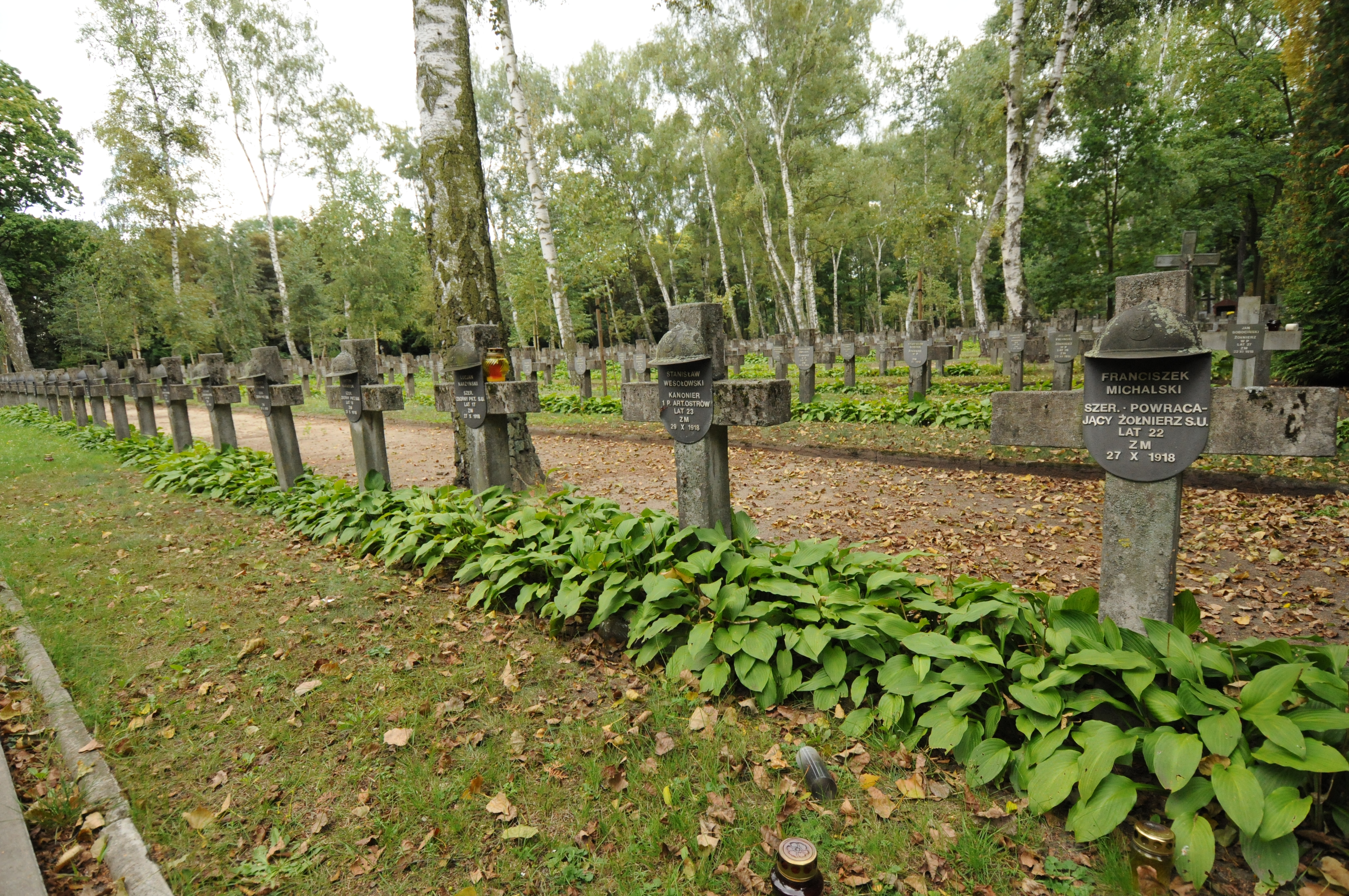
Поховання загиблих у Польсько-радянській війні 1919-1921

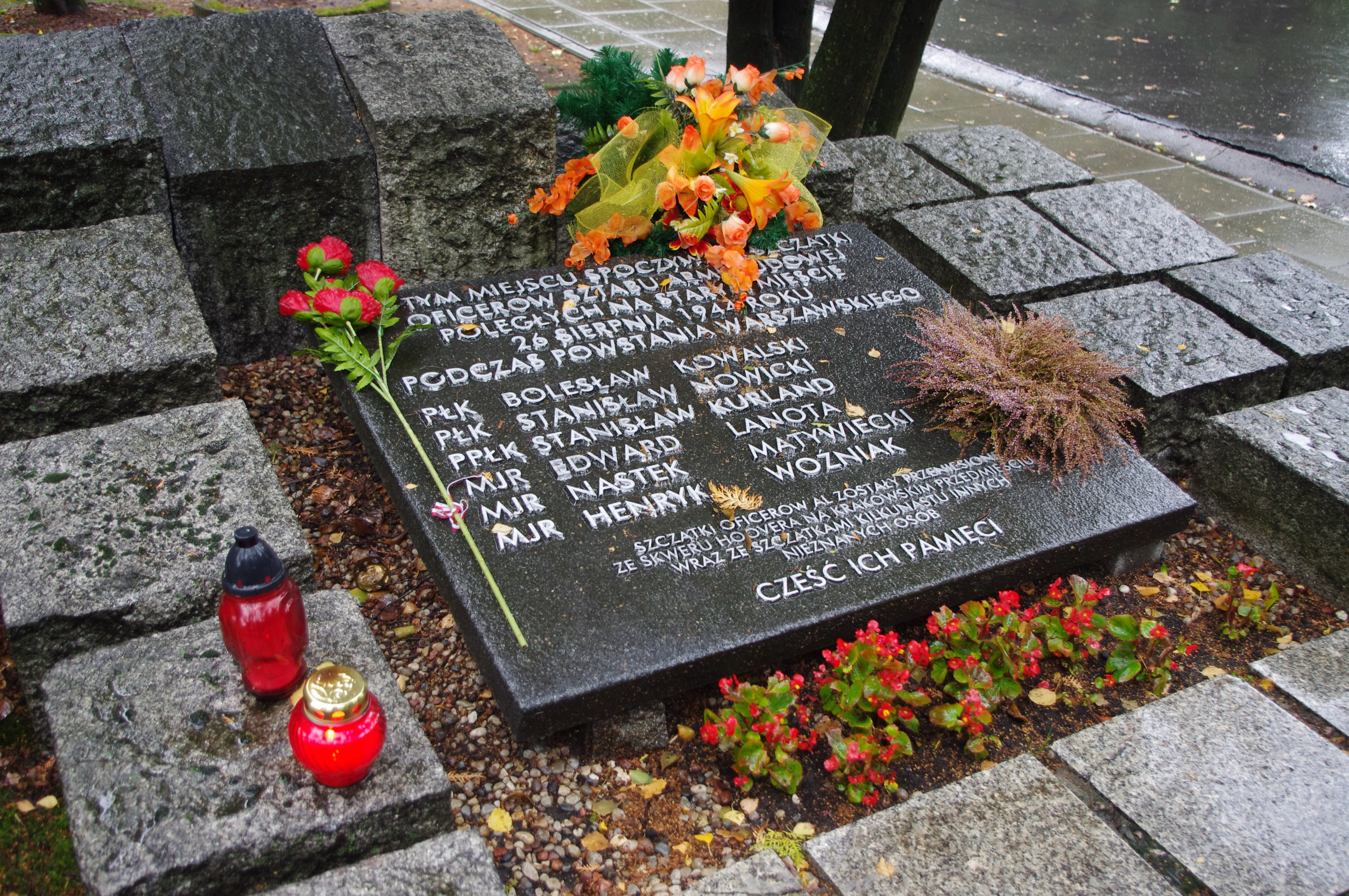
Могила членів штабу Варшавського округу Армії Людової

- Константи Ільдефонс Галчинський, поет
- Бенедикт Герц, письменник, сатирик, байкар
- Станіслав Гроховяк, поет
- Анджей Дравіч, перекладач
- Войцех Жукровський, письменник, сценарист
- Ришард Капущинський, письменник, публіцист
- Зенон Косидовський, письменник, історик релігії
- Леон Кручковський, письменник, драматург
- Станіслав Єжи Лец, поет, письменник-афорист
- Зоф'я Налковська, письменниця
- Ігор Неверлі, письменник
- Тадеуш Пайпер, поет
- Теодор Парніцький, письменник
- Єжи Путрамент, письменник
- Януш Пшимановський, письменник
- Влодзімеж Слободник, поет
- Владислав Лех Терлецький, письменник
- Юліан Тувім, поет, перекладач
- Єжи Фіцовський, поет
- Аліна Центкевич, письменник
- Чеслав Центкевич, письменник

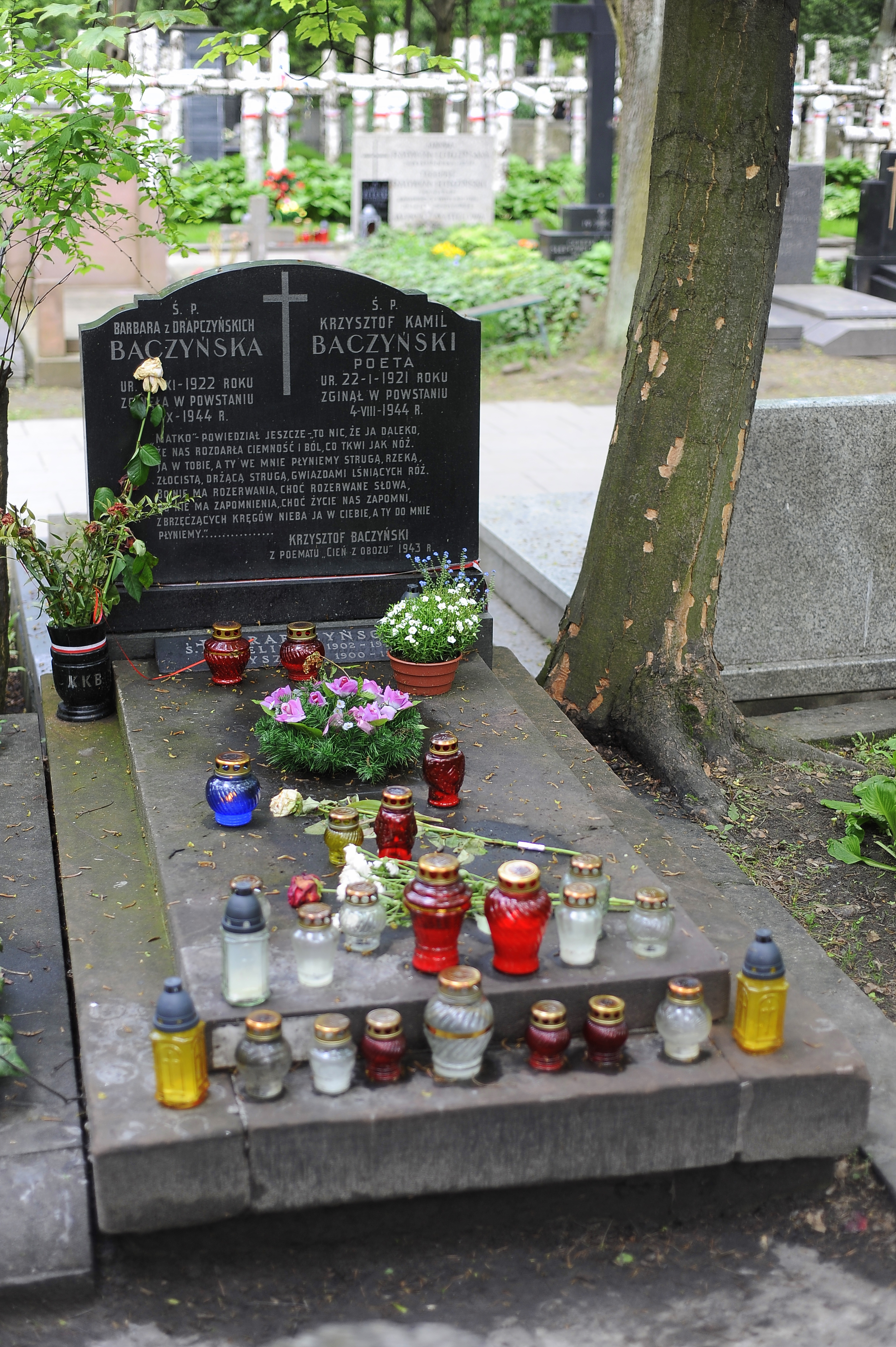
Могила Кшиштофа Бачинського
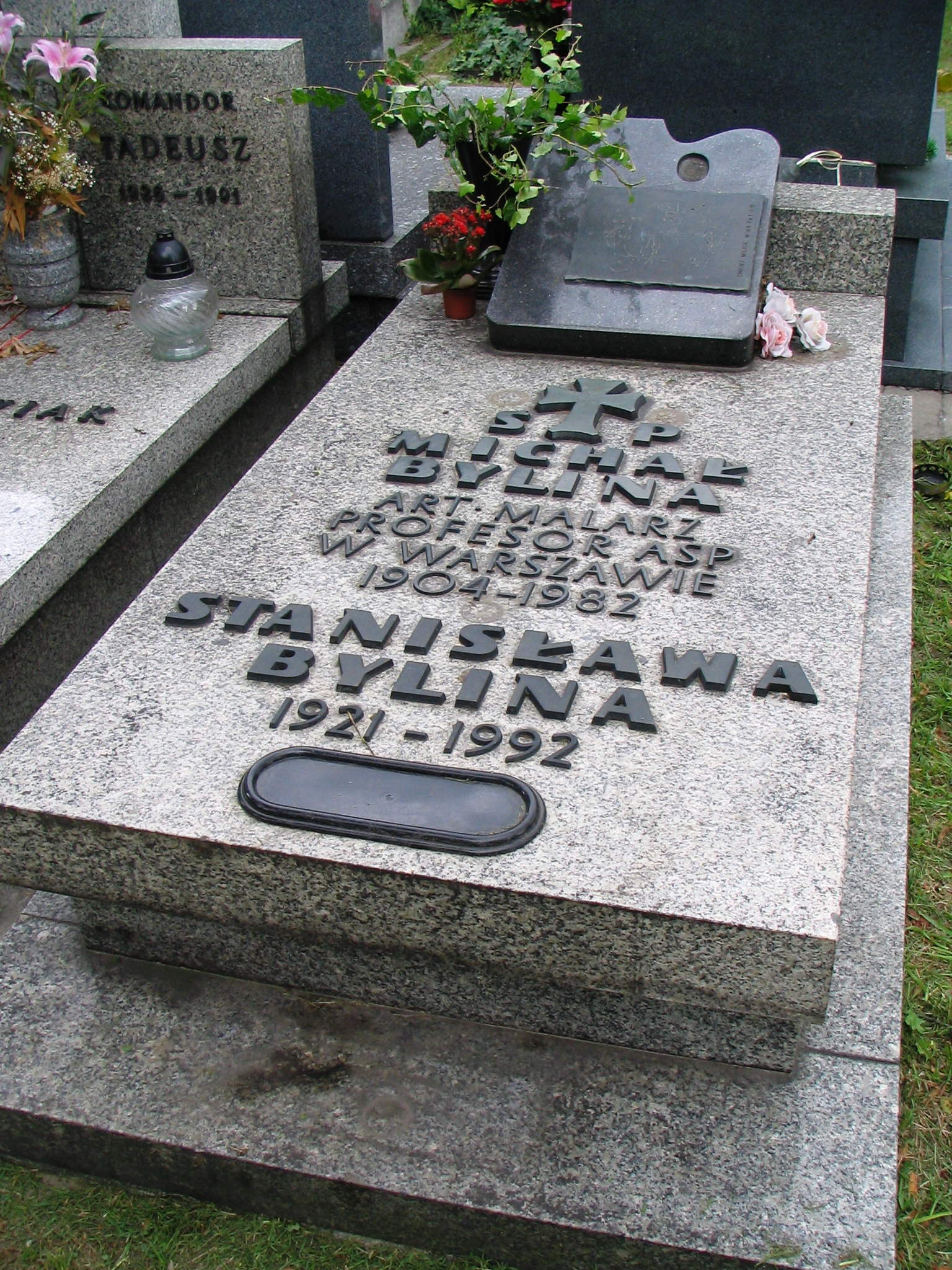
Могила Міхала Билини
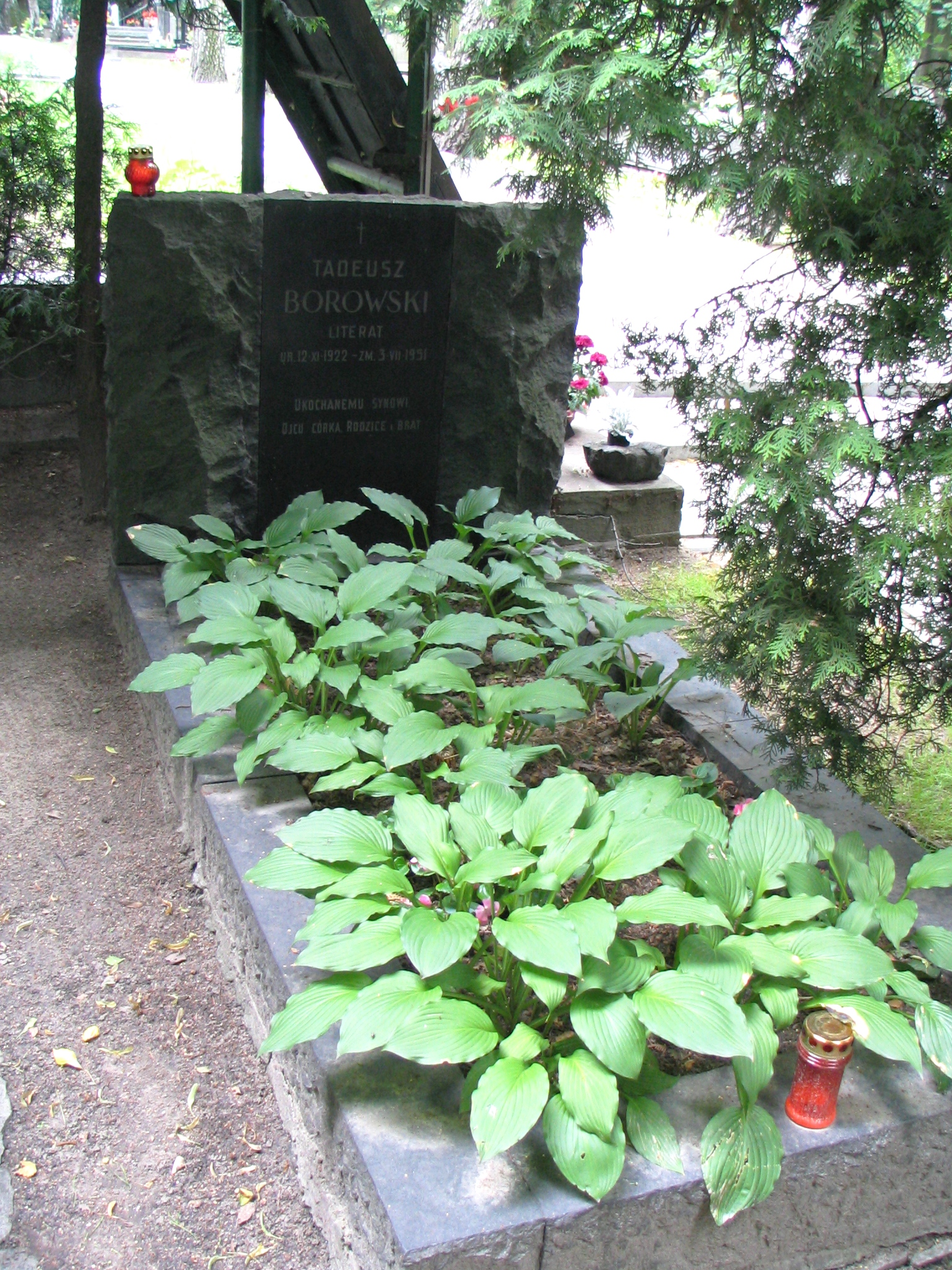
Могила Тадеуша Боровського
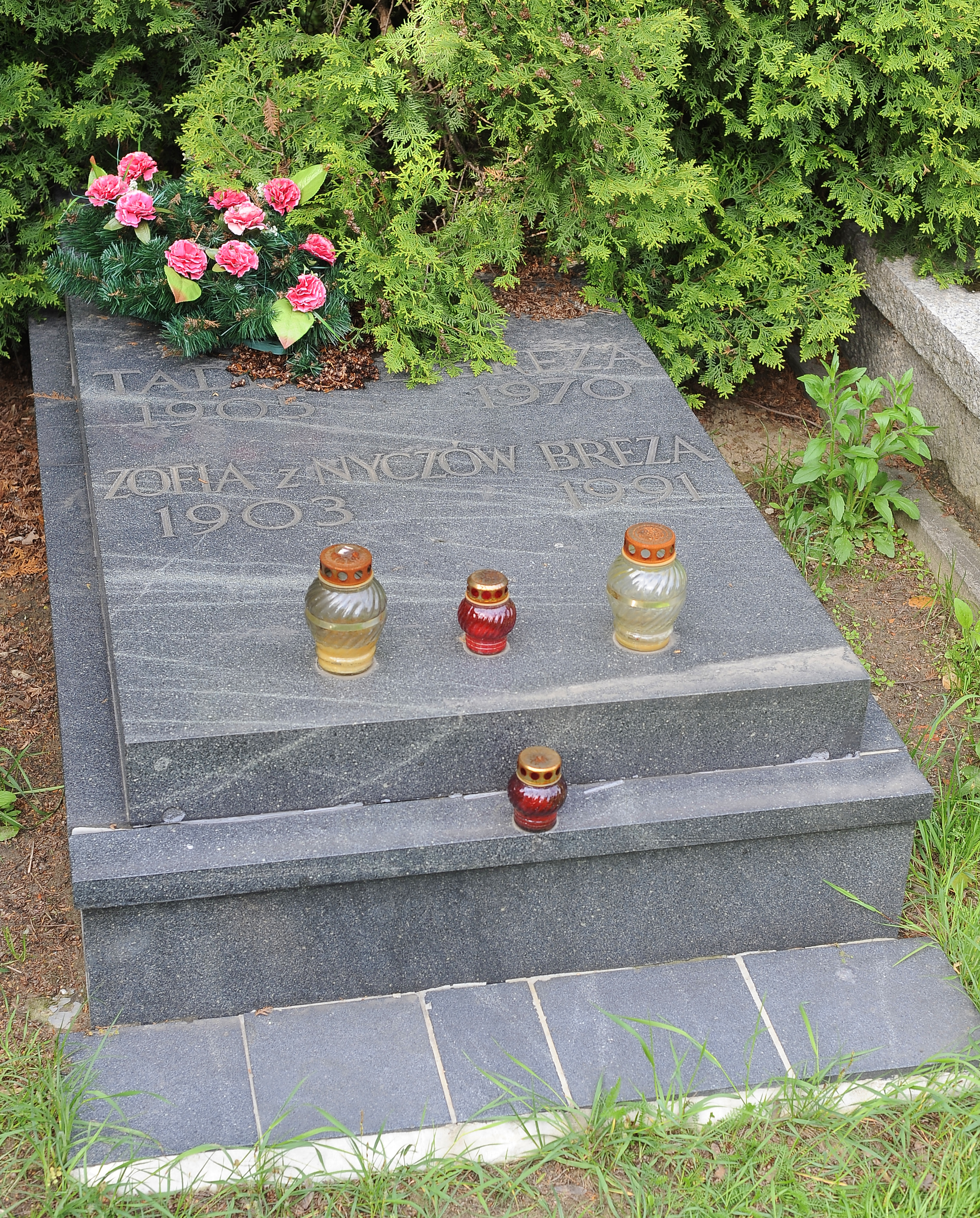
Могила Тадеуша Бреза
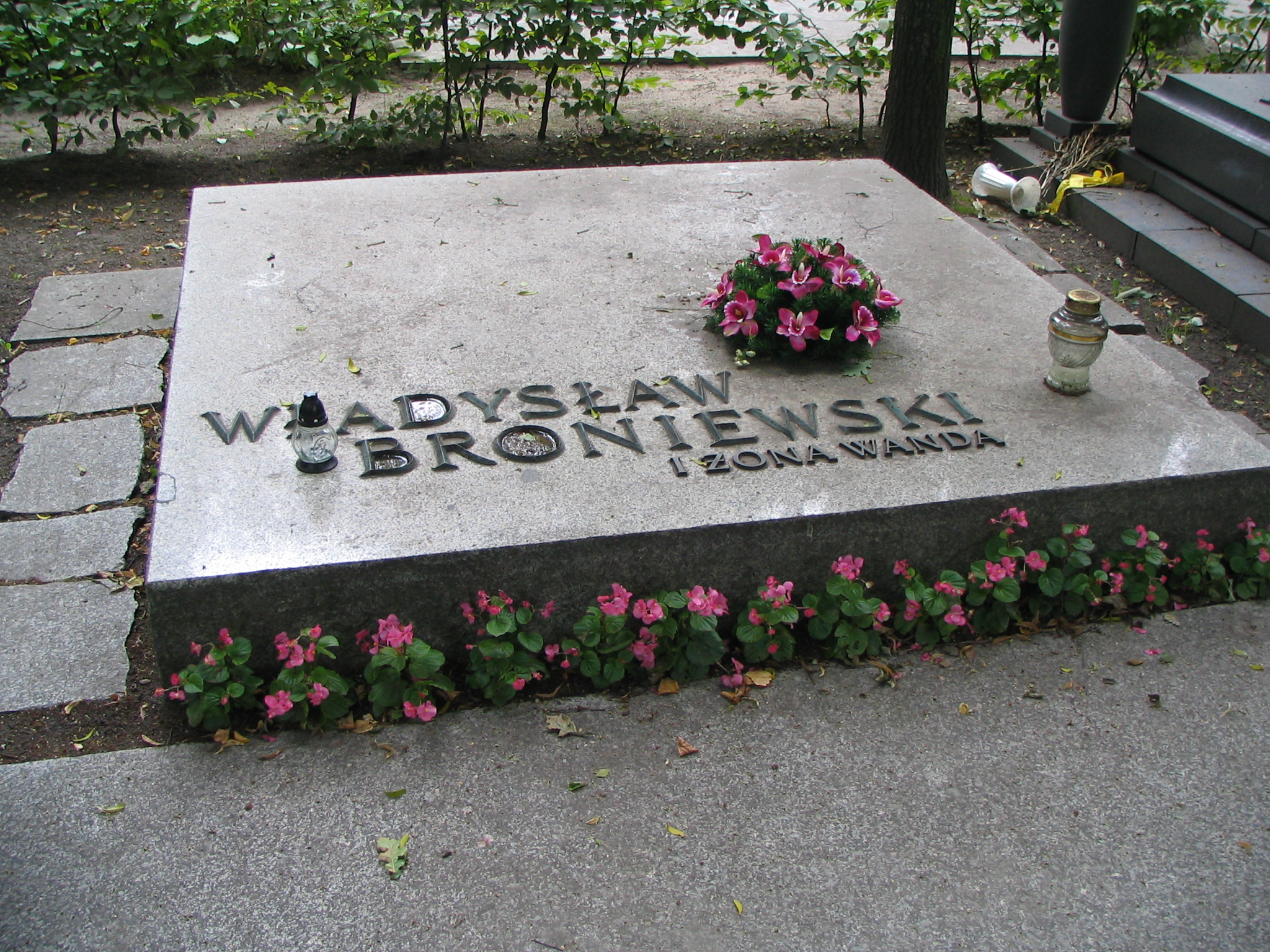
Могила Владислава Броневського і його дружини
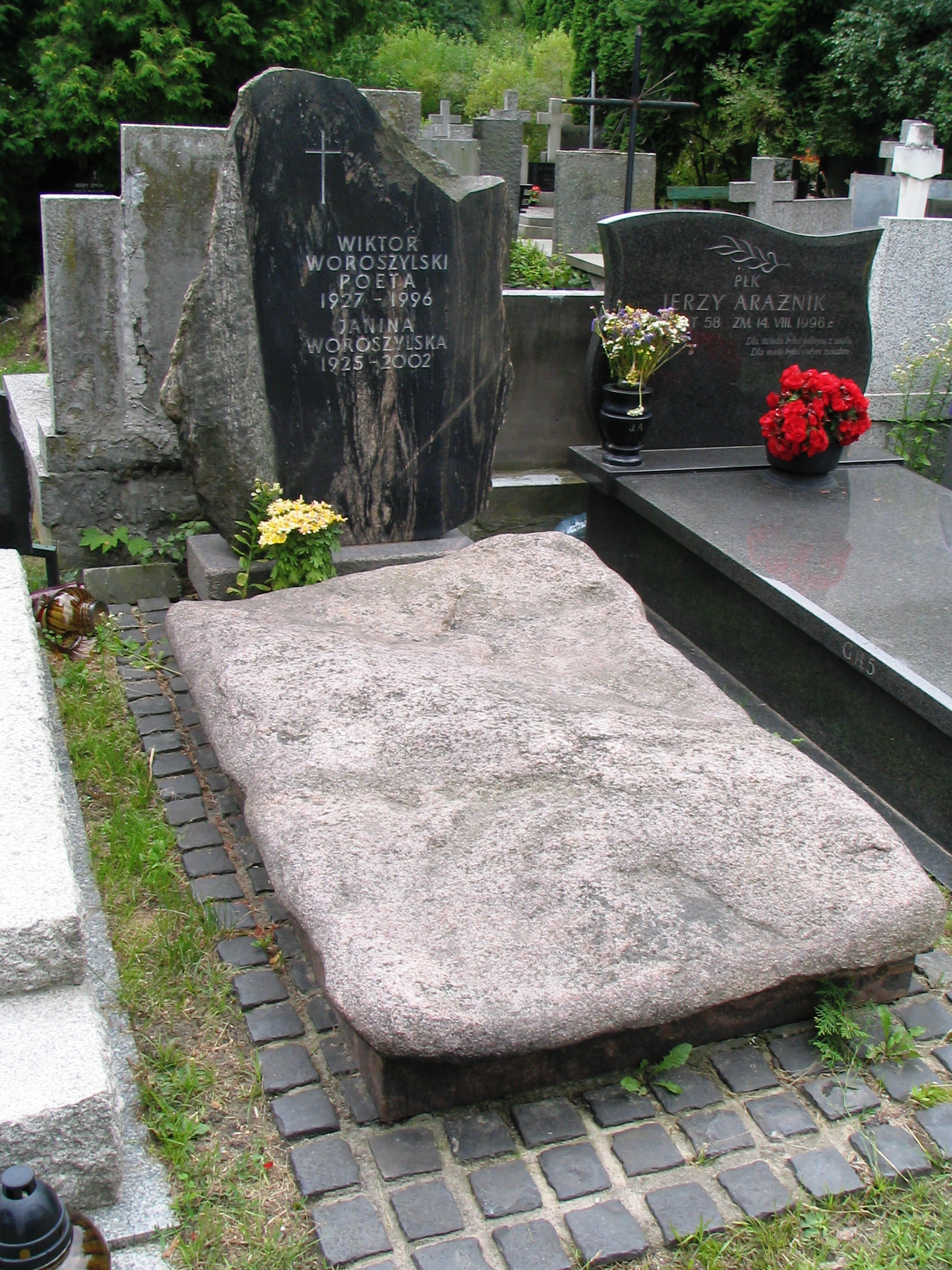
Могила Віктора Ворошільського і його дружини
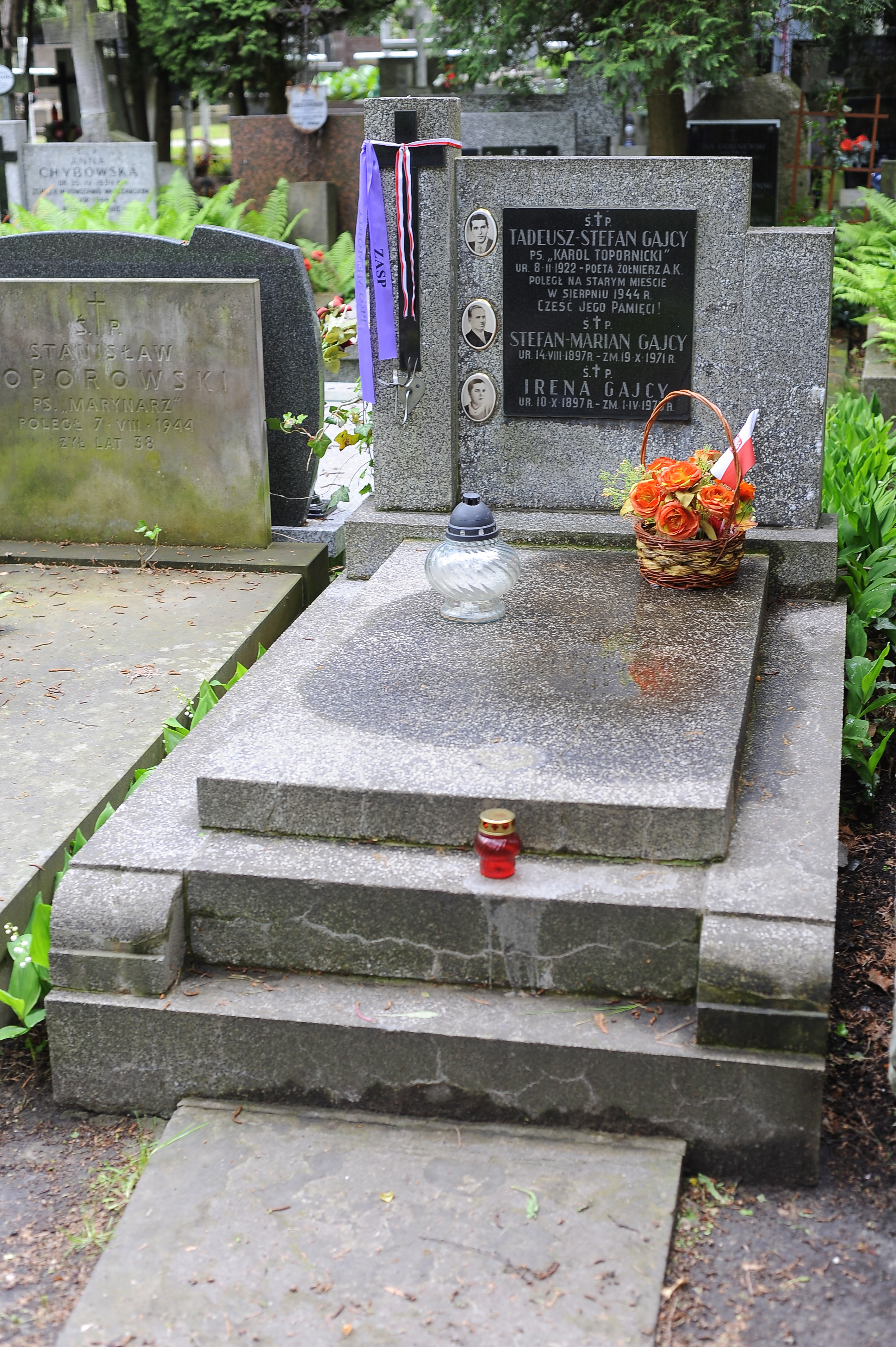
Могила Тадеуша Гайци
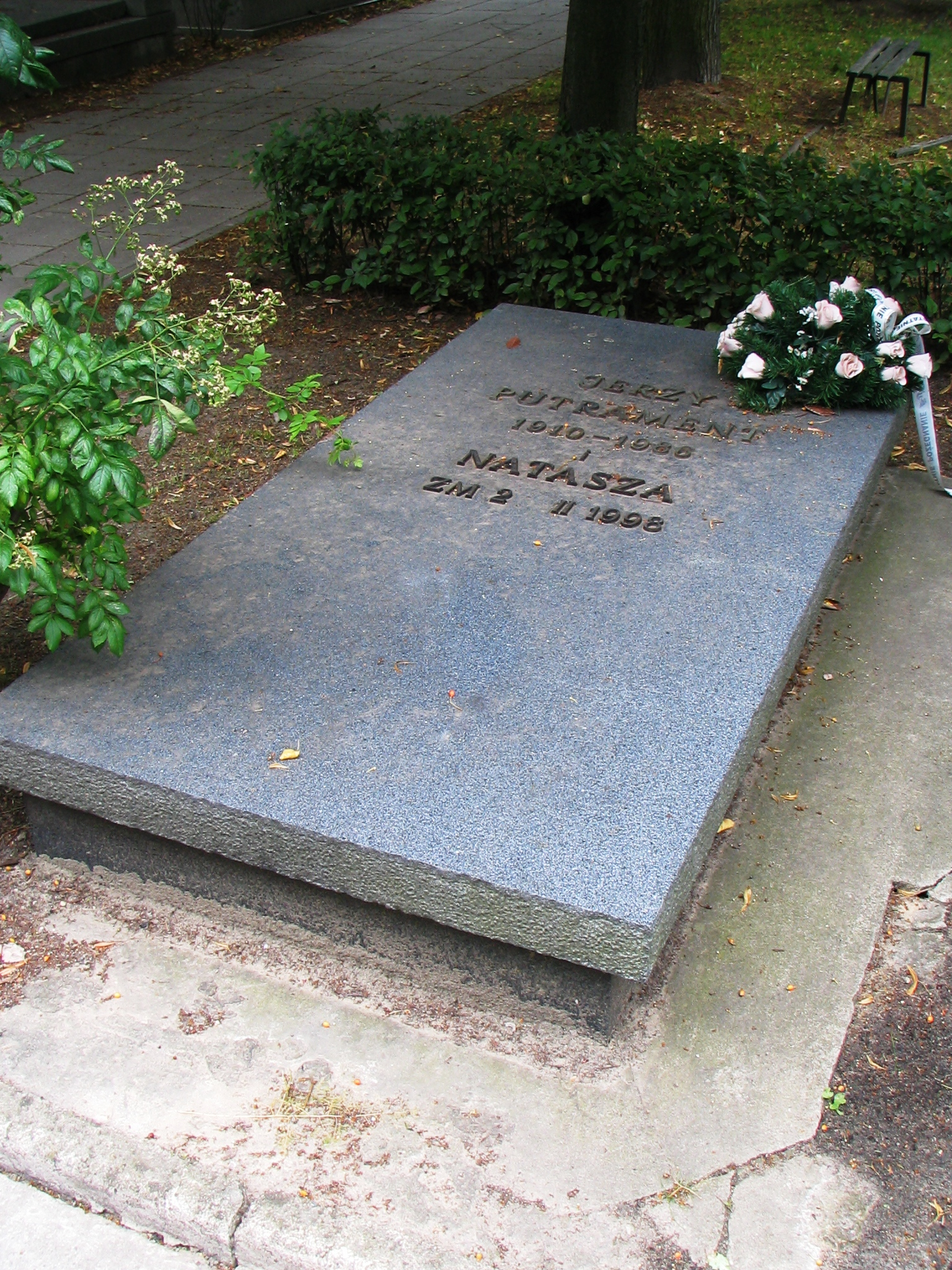
Могила Єжи Путрамента
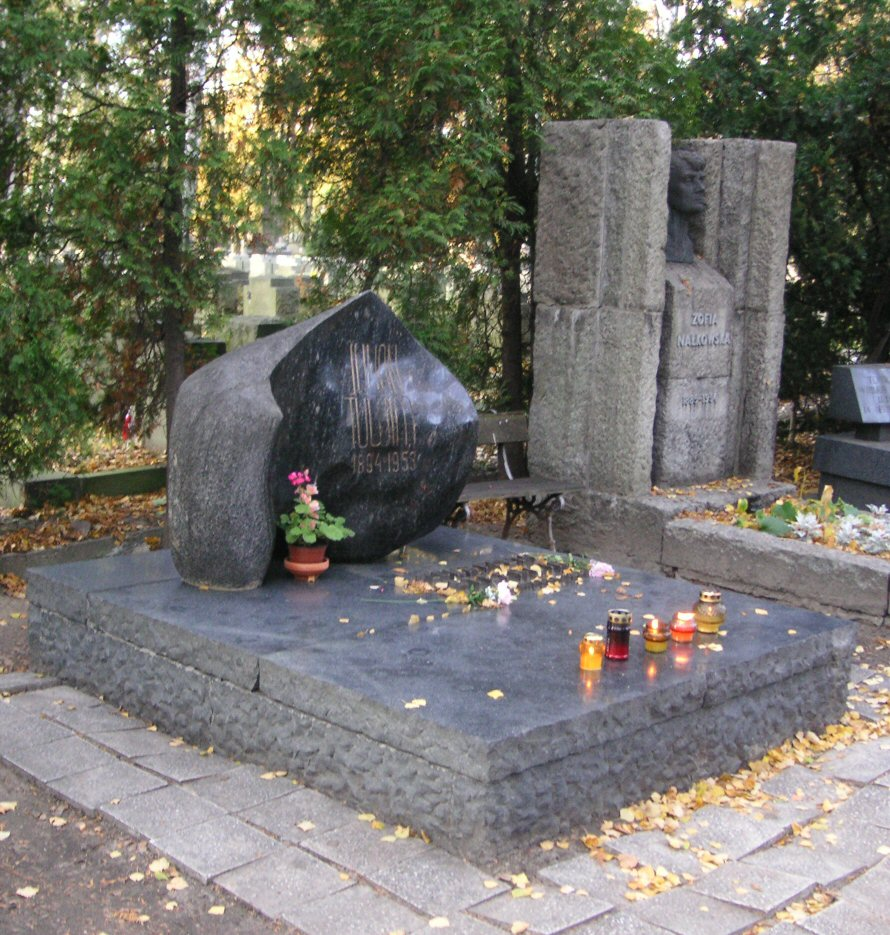
Могила Юліана Тувіма
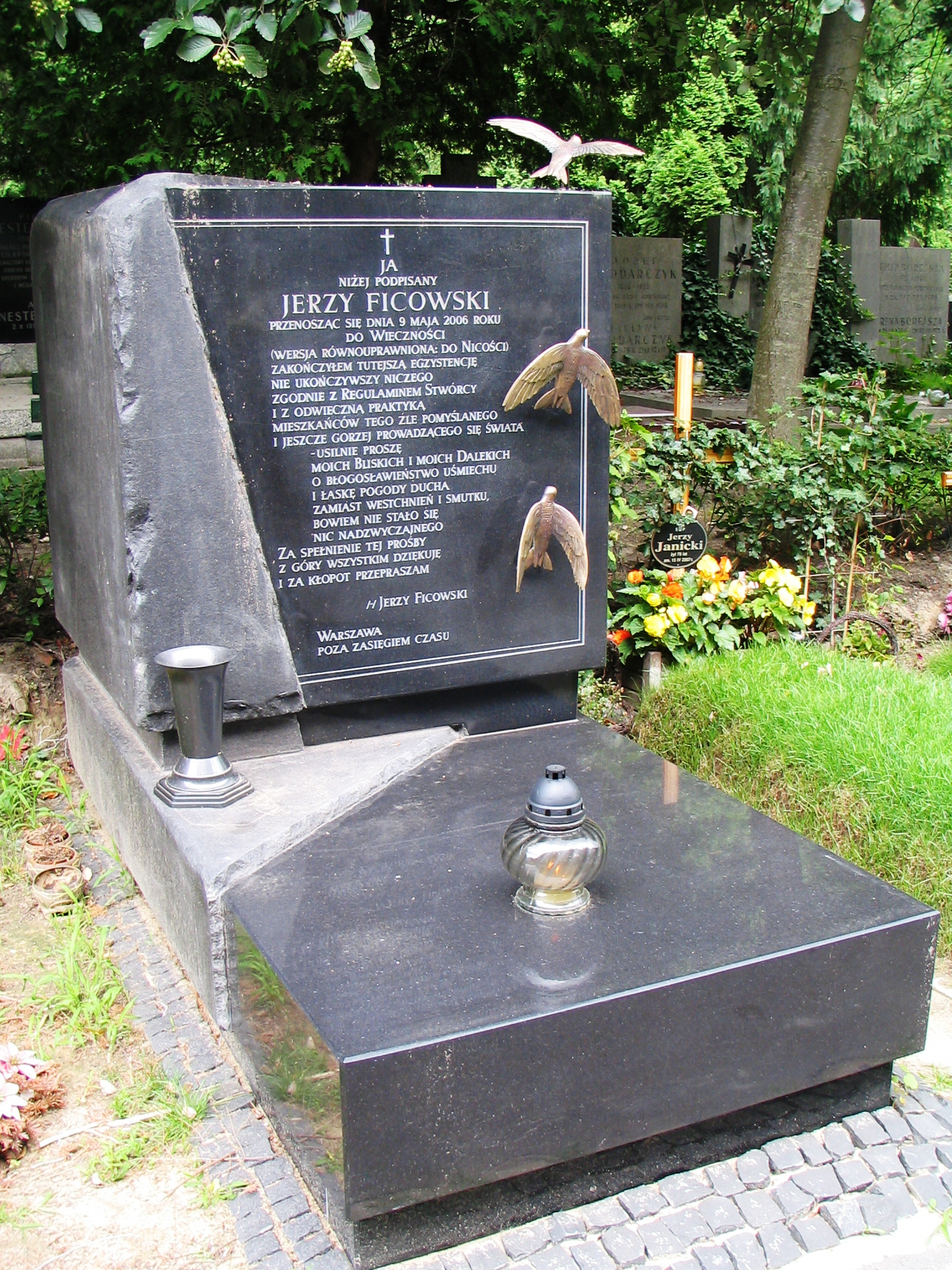
Могила Єжи Фіцовського
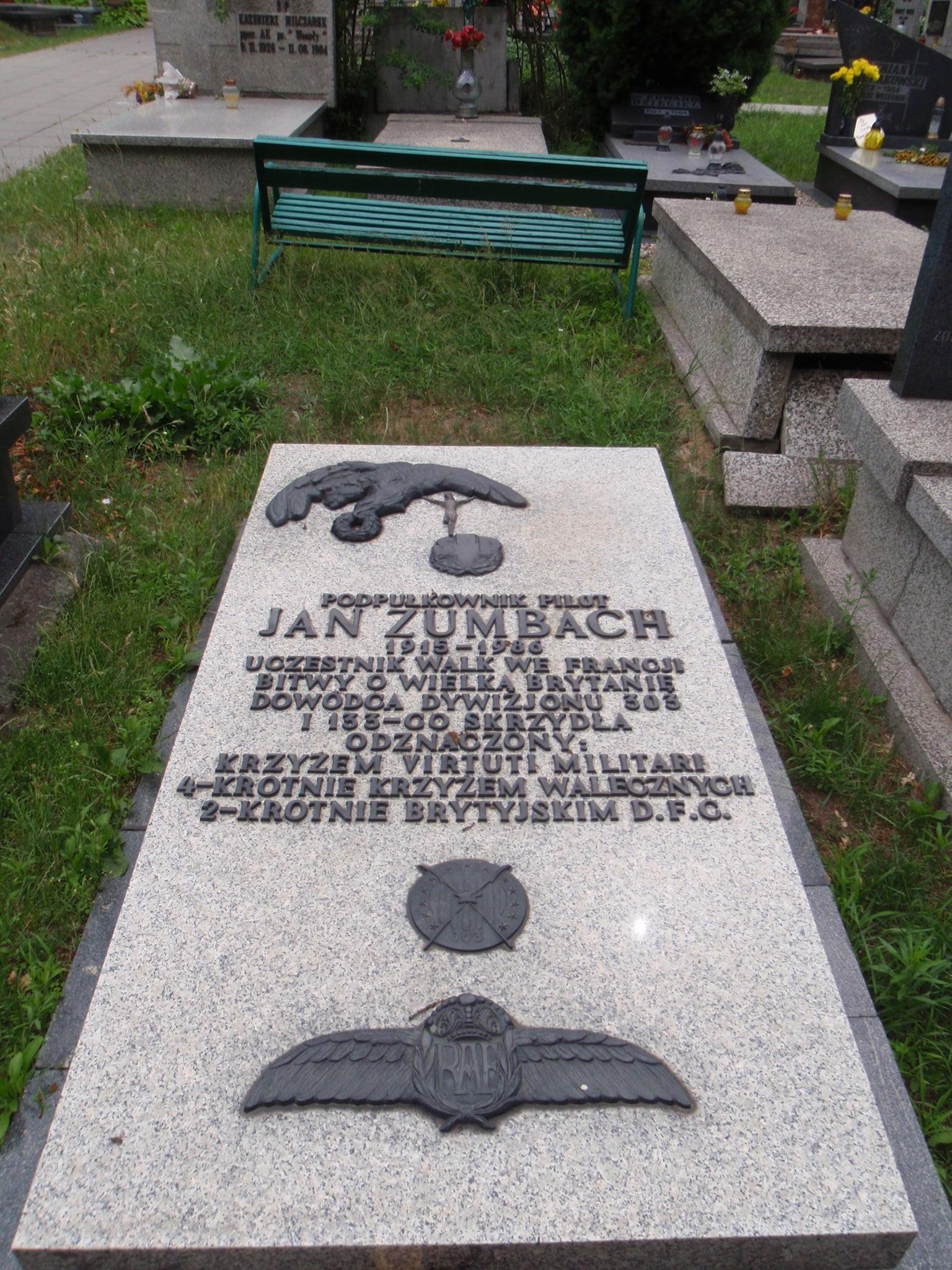
Могила Яна Зумбаха
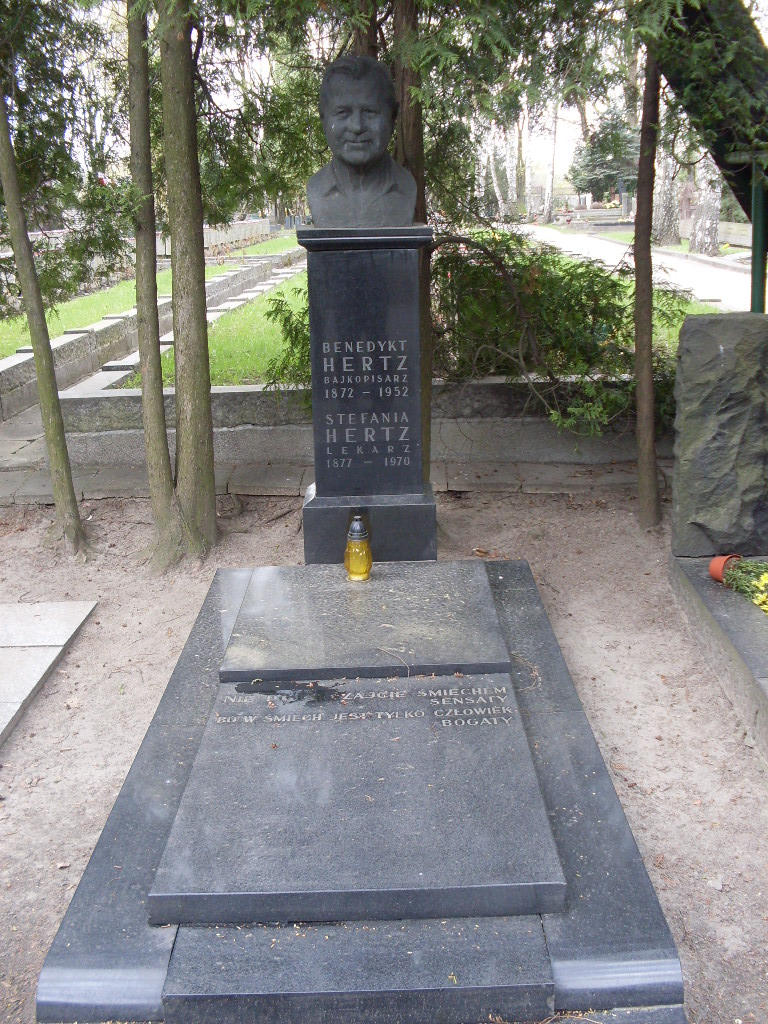
Могила Бенедикта Герца

### Кінематографісти і люди театру

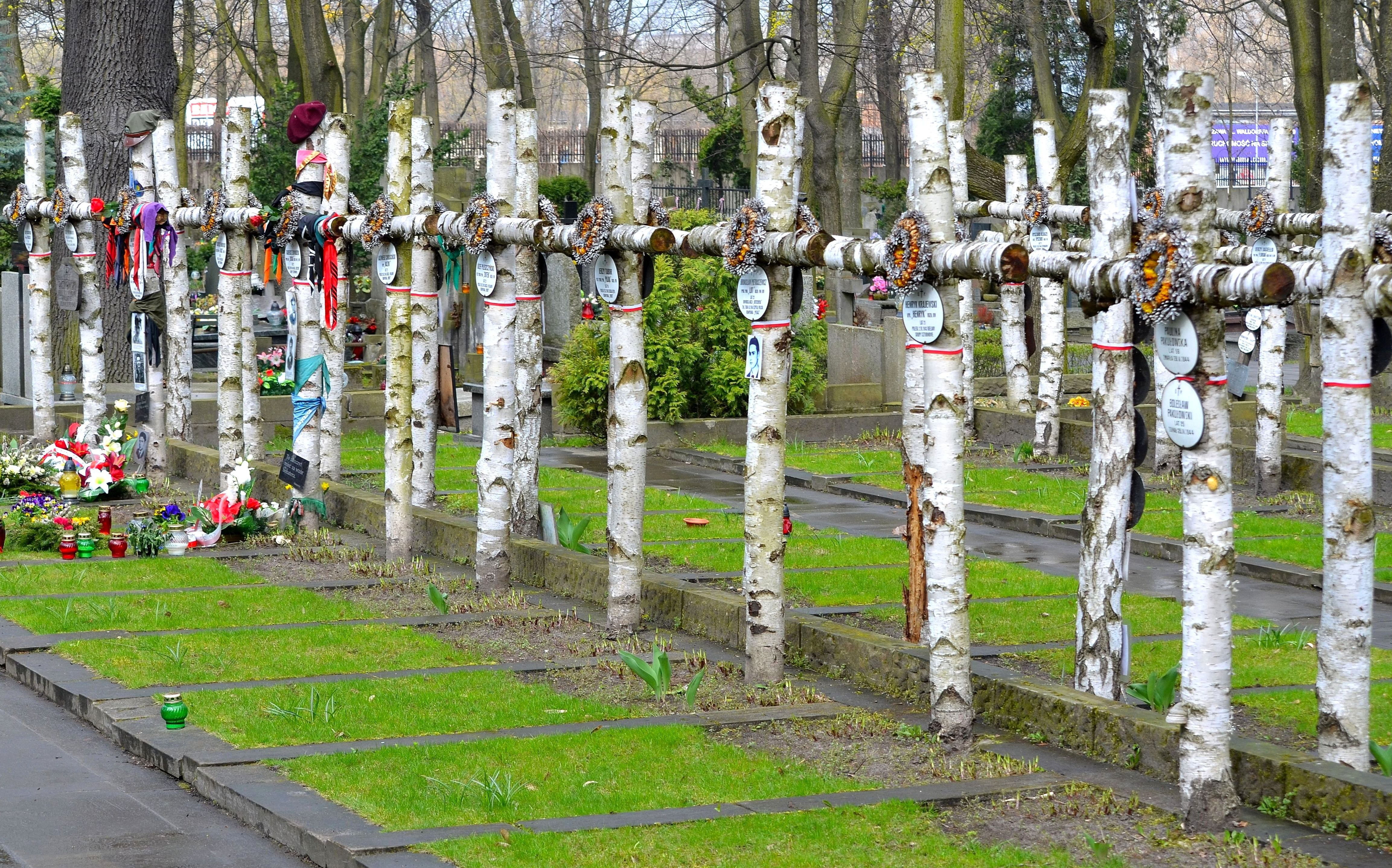
Поховання членів підпільної організації Сірі Шеренги

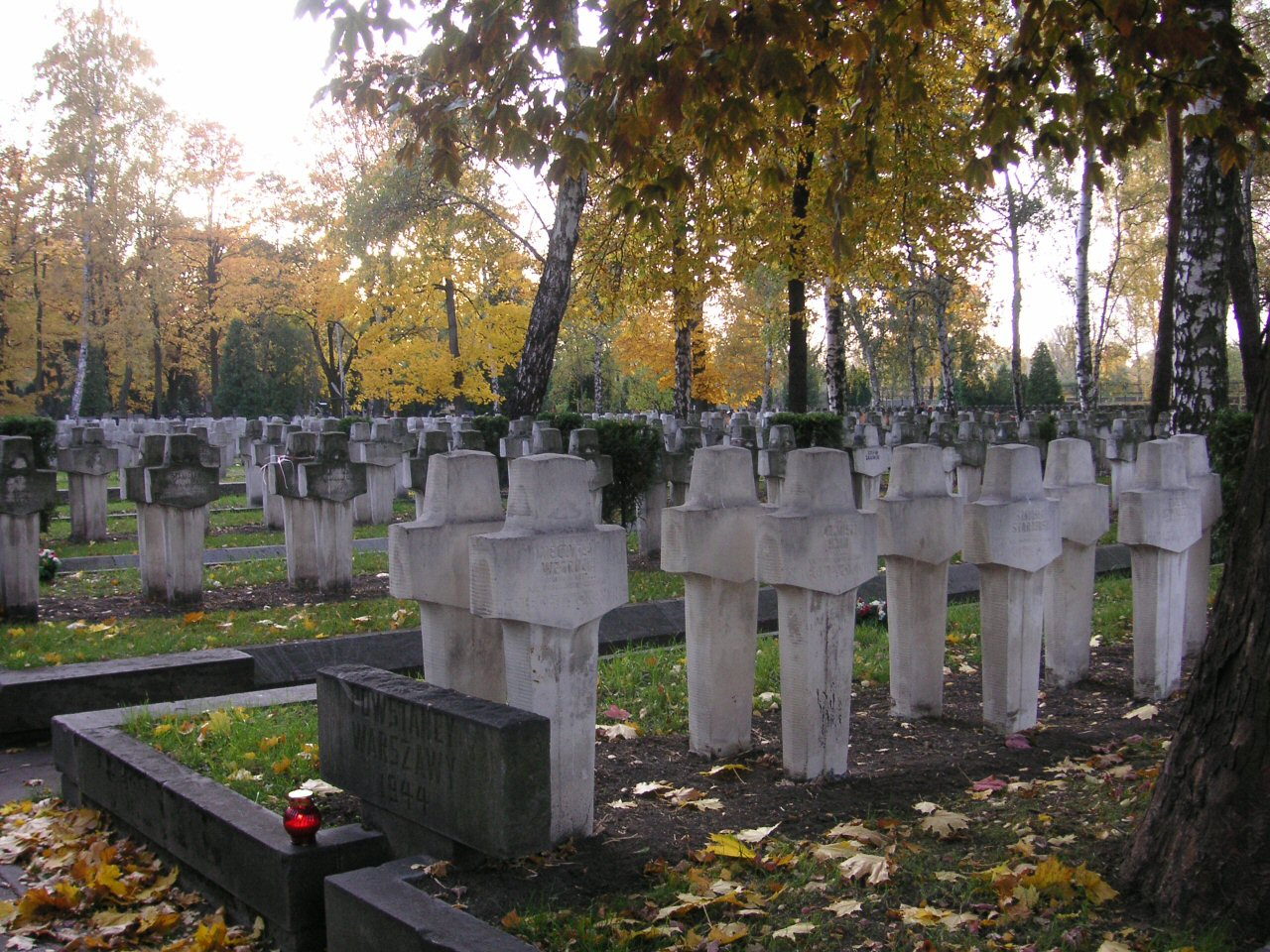
Поховання загиблих у Варшавському повстанні

- Кароль Адвентович, актор і театральний режисер
- Богдан Баер, актор театру і кіно
- Чеслав Воллейко, актор театру і кіно, режисер
- Яцек Вощерович, актор театру і кіно, режисер
- Єжи Гжегожевський, театральний режисер
- Антоніна Гордон-Гурецька, актриса театру, кіно, радіо і телебачення
- Олександр Жабчінський, актор театру і кіно
- Александр Зельверович, театральний актор і режисер
- Єжи Кавалерович, кінорежисер
- Юзеф Кондрат, актор і співак
- Ян Коціняк, актор театру і кіно
- Анджей Красицький, актор театру і кіно
- Ян Леніца, художник-мультиплікатор, режисер
- Тадеуш Ломницький, актор театру і кіно
- Анджей Мунк, кінорежисер
- Станіслав Нівіньський, актор театру і кіно
- Александер Севрук, актор театру і кіно
- Петро Собочінський, кінооператор
- Мечислав Стоор, актор театру і кіно
- Ядвіга Хойнацька, актриса театру, кіно і телебачення, театральний режисер
- Леон Шиллер, театральний режисер, теоретик театру
- Арнольд Шифман, режисер, театральний діяч.

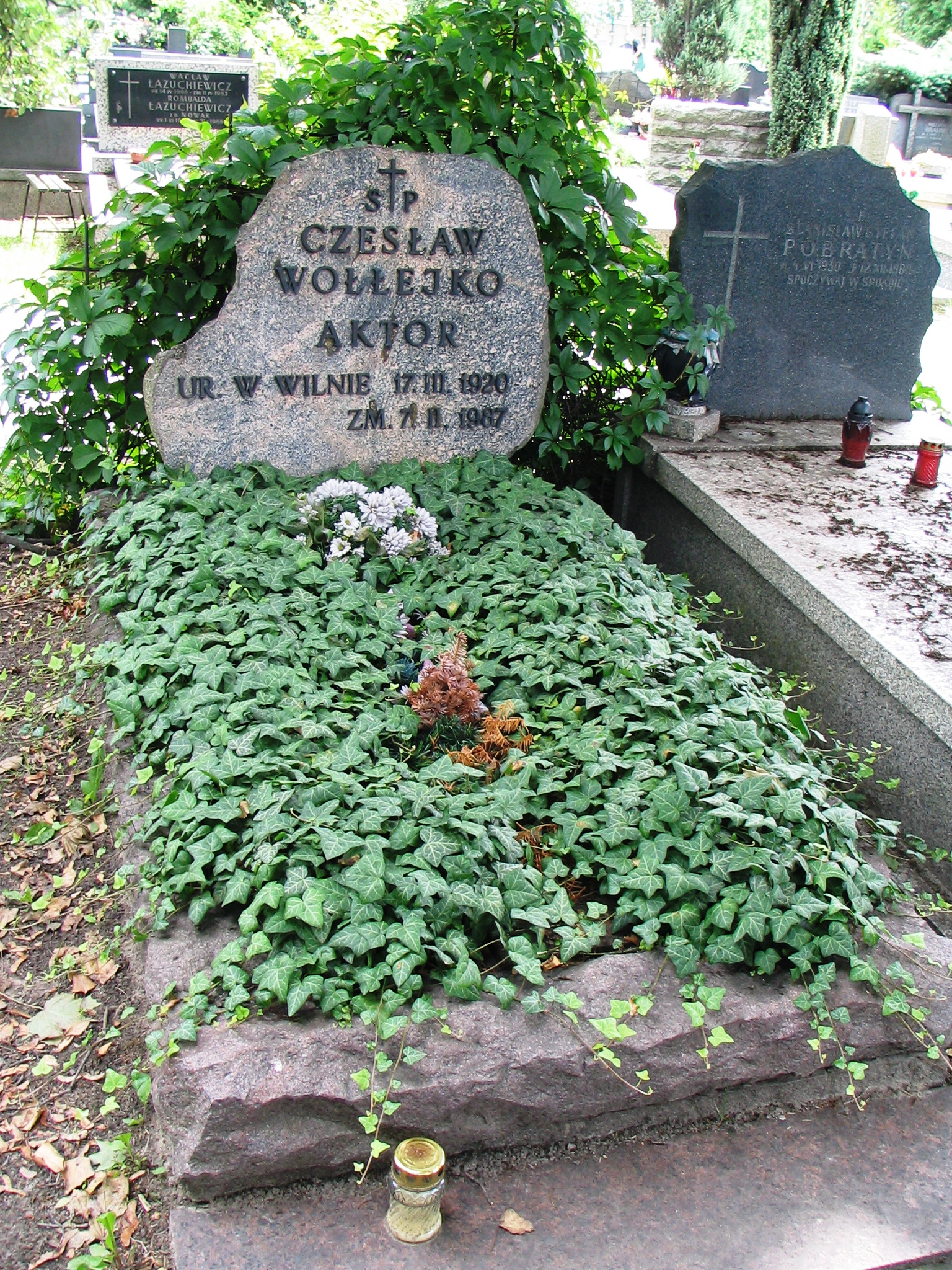
Могила Чеслава Воллейко
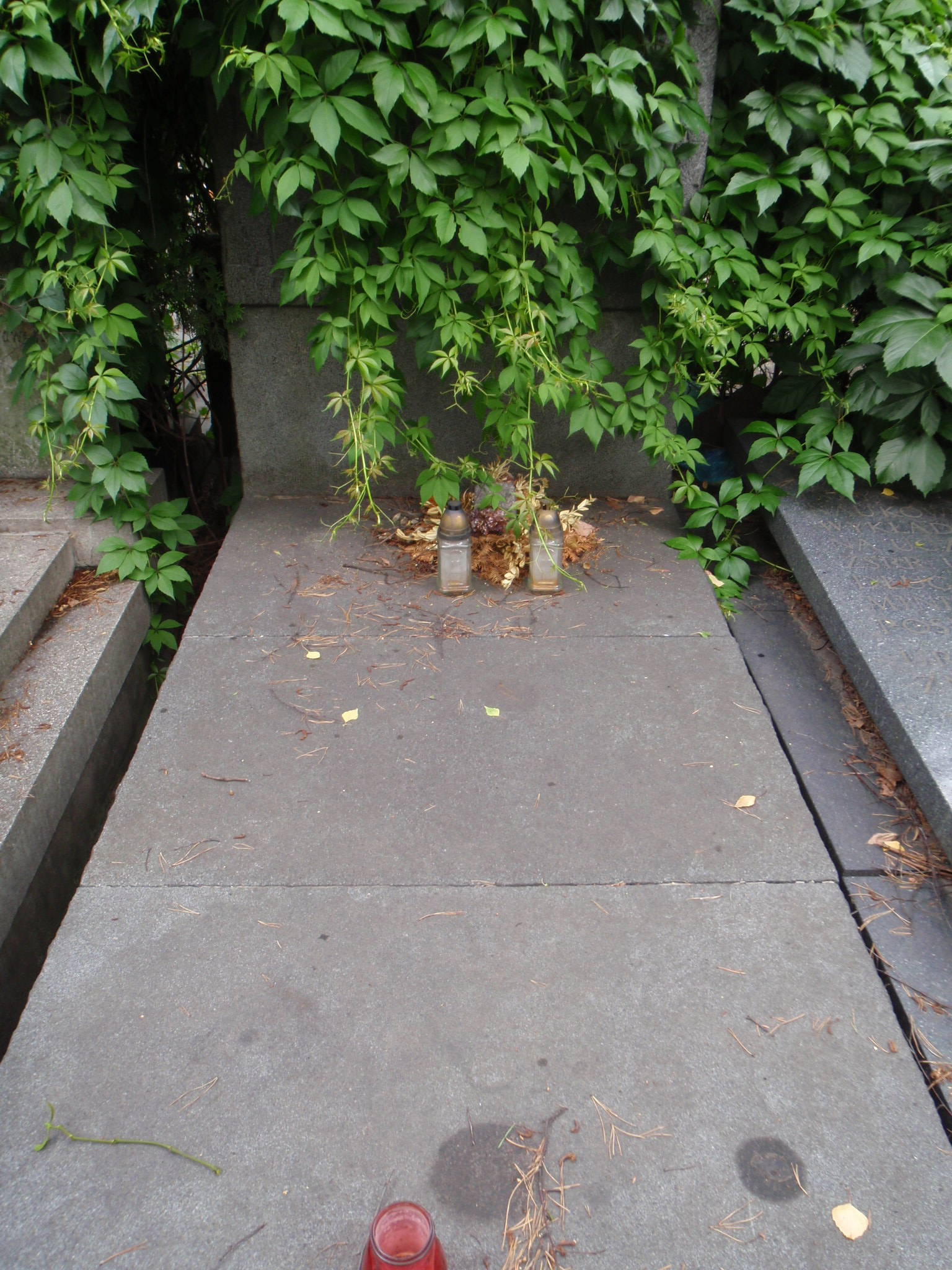
Могила Яцека Вощеровича
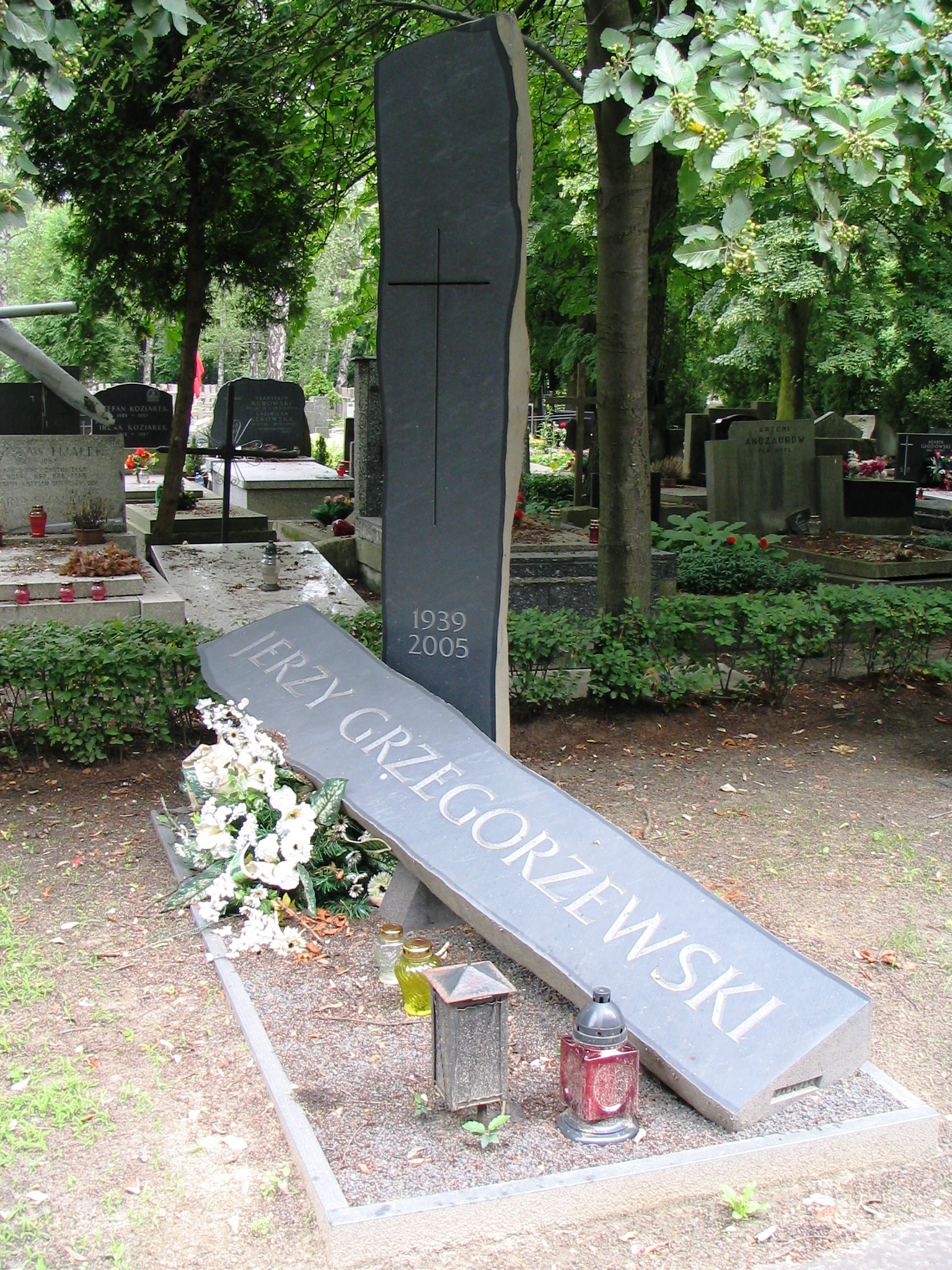
Могила Єжи Гжегожевського
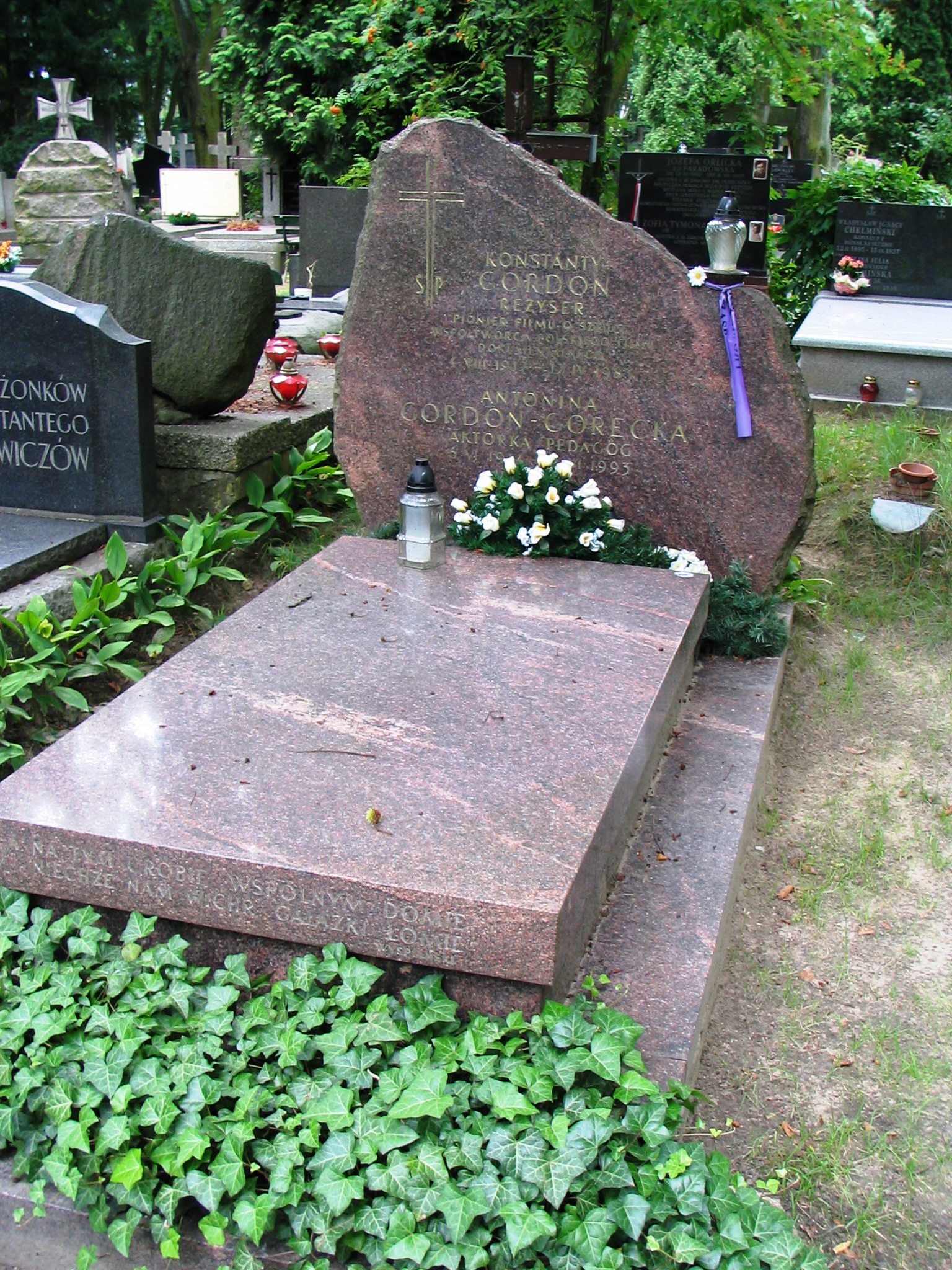
Могила Антоніни Гордон-Гурецької
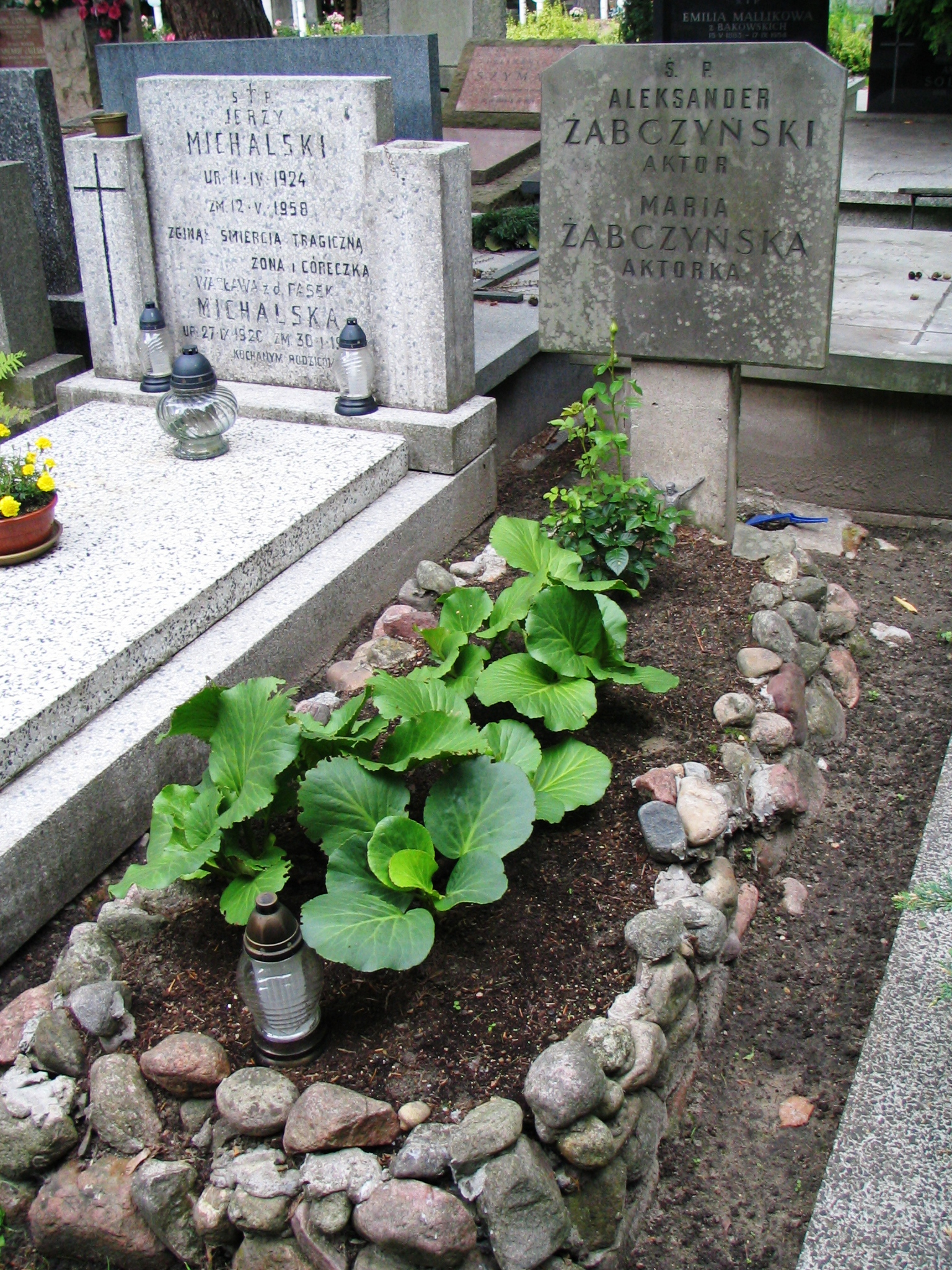
Могила Олександра Жабчінського
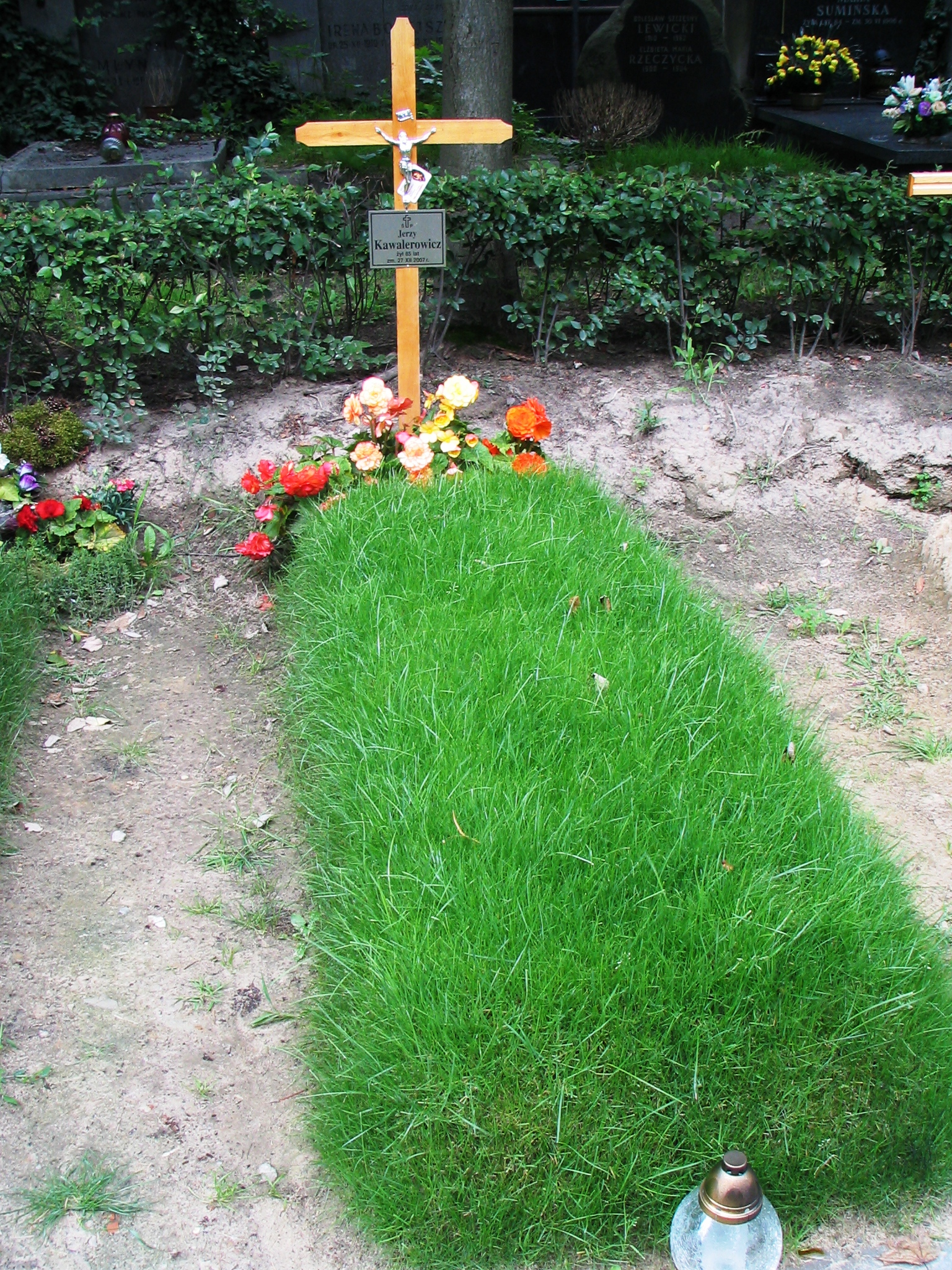
Могила Єжи Кавалеровича
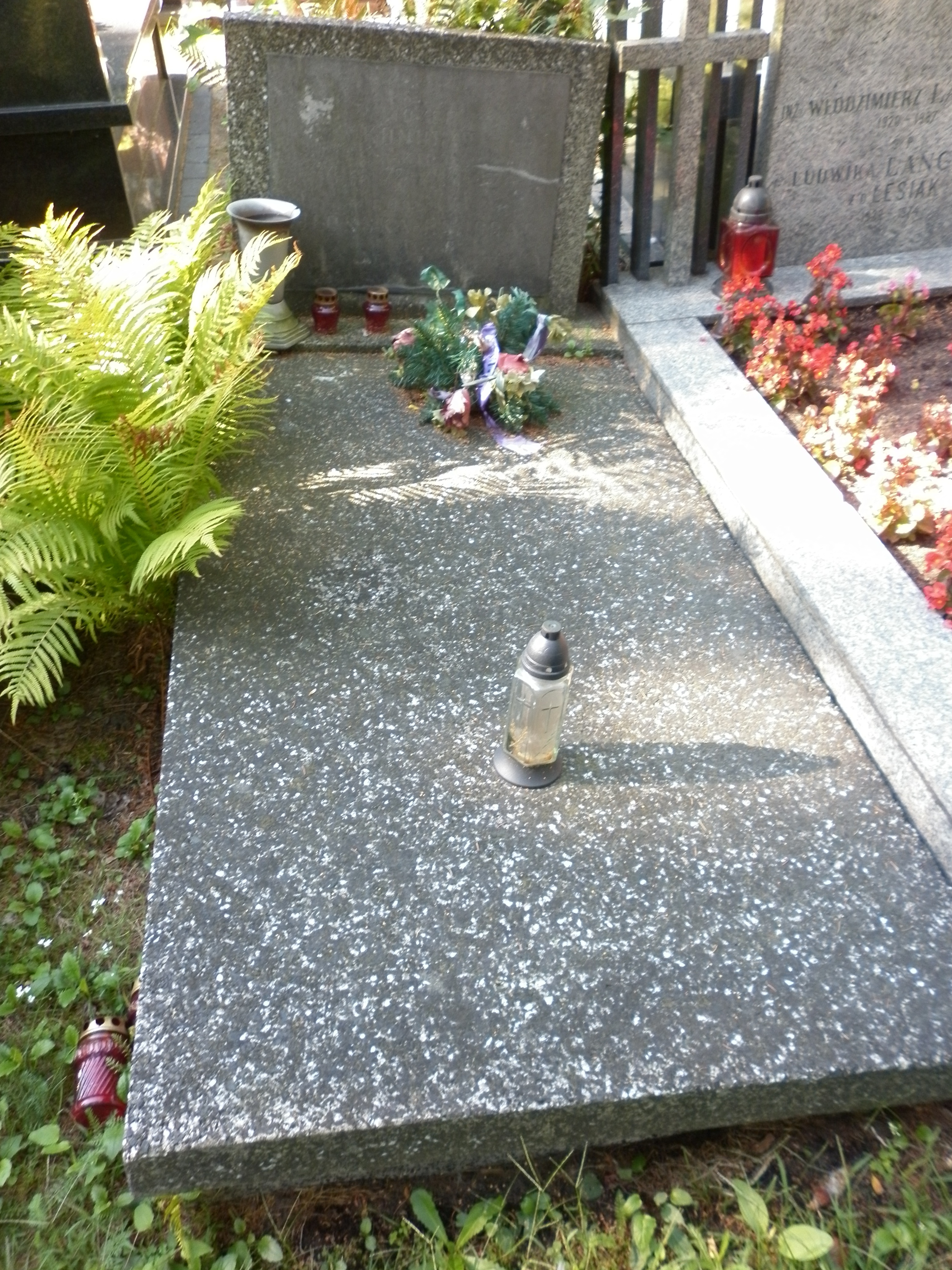
Могила Юзефа Кондрата
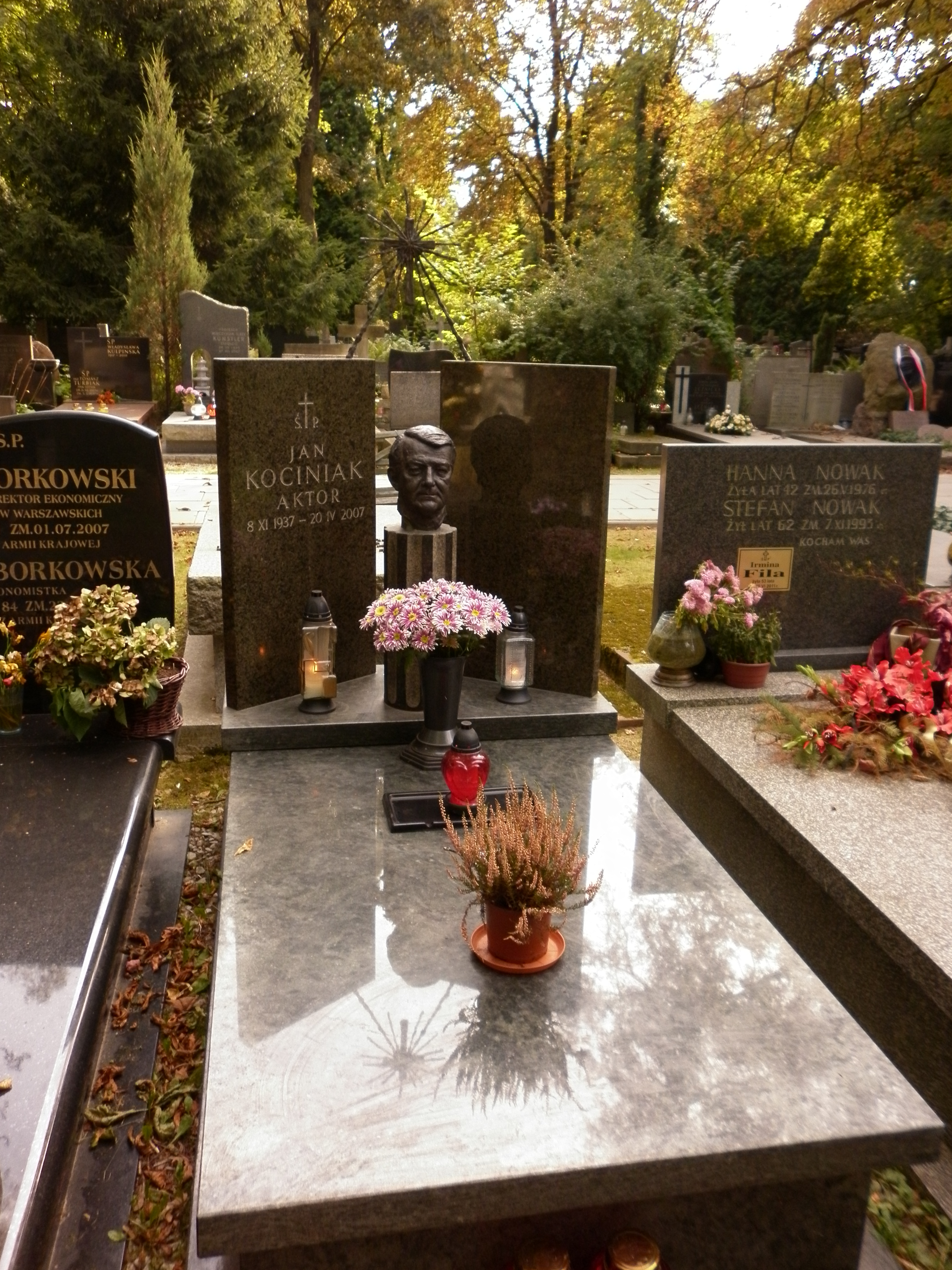
Могила Яна Коціняка
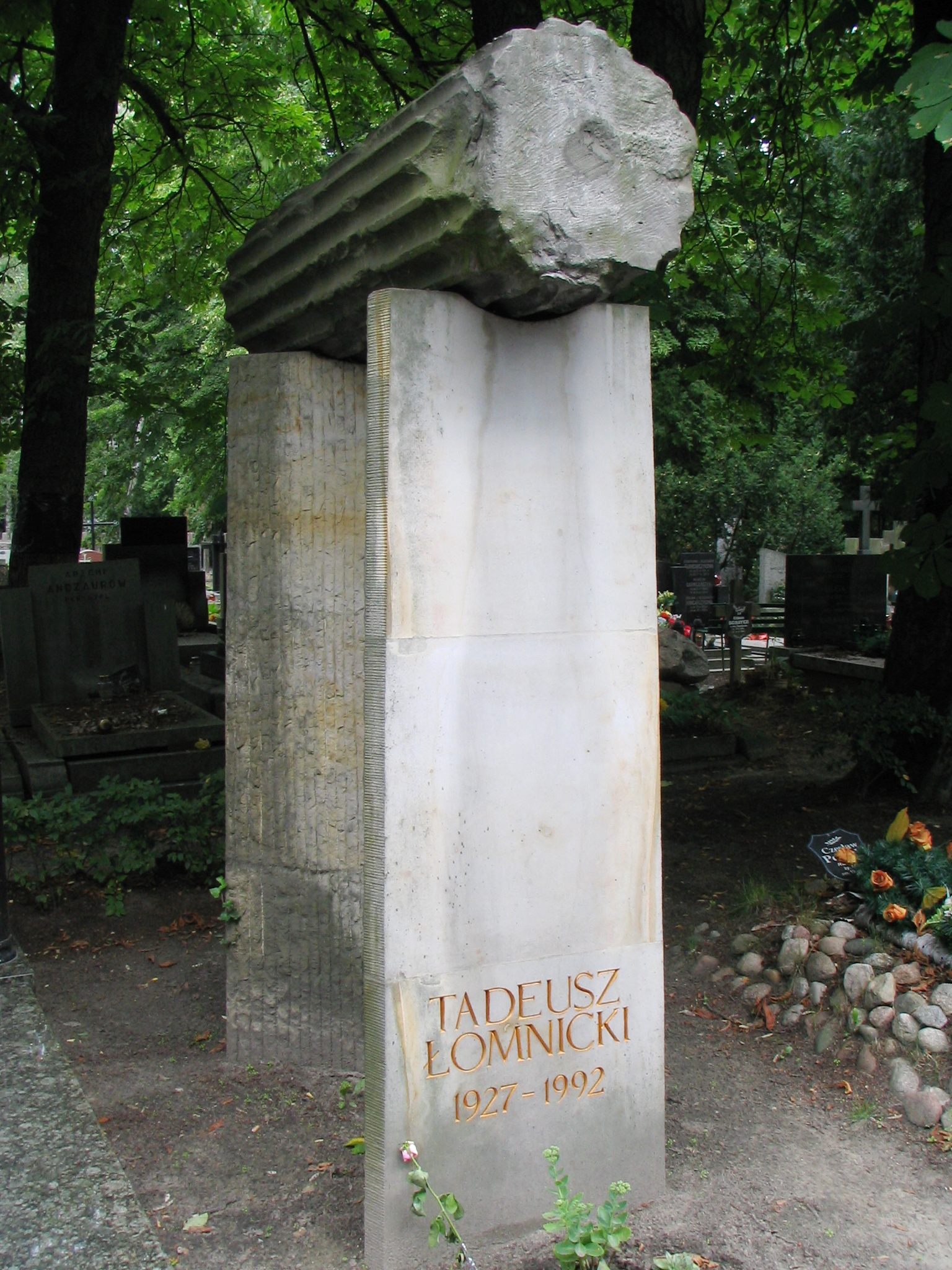
Могила Тадеуша Ломницького
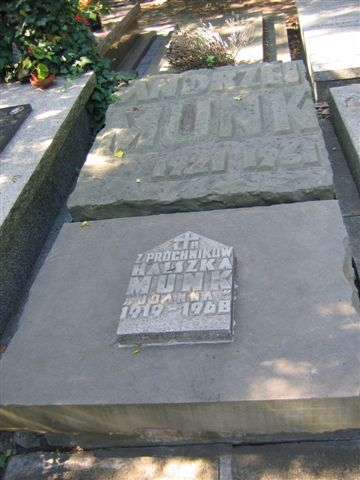
Могила Анджея Мунка
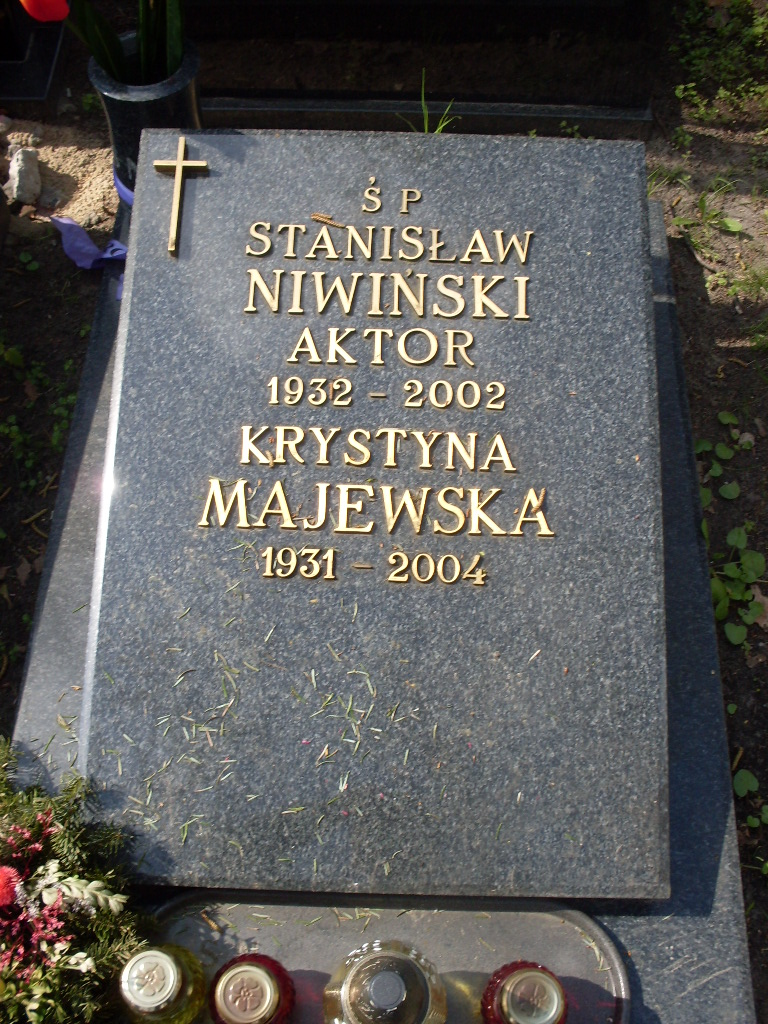
Могила Станіслава Нівіньського
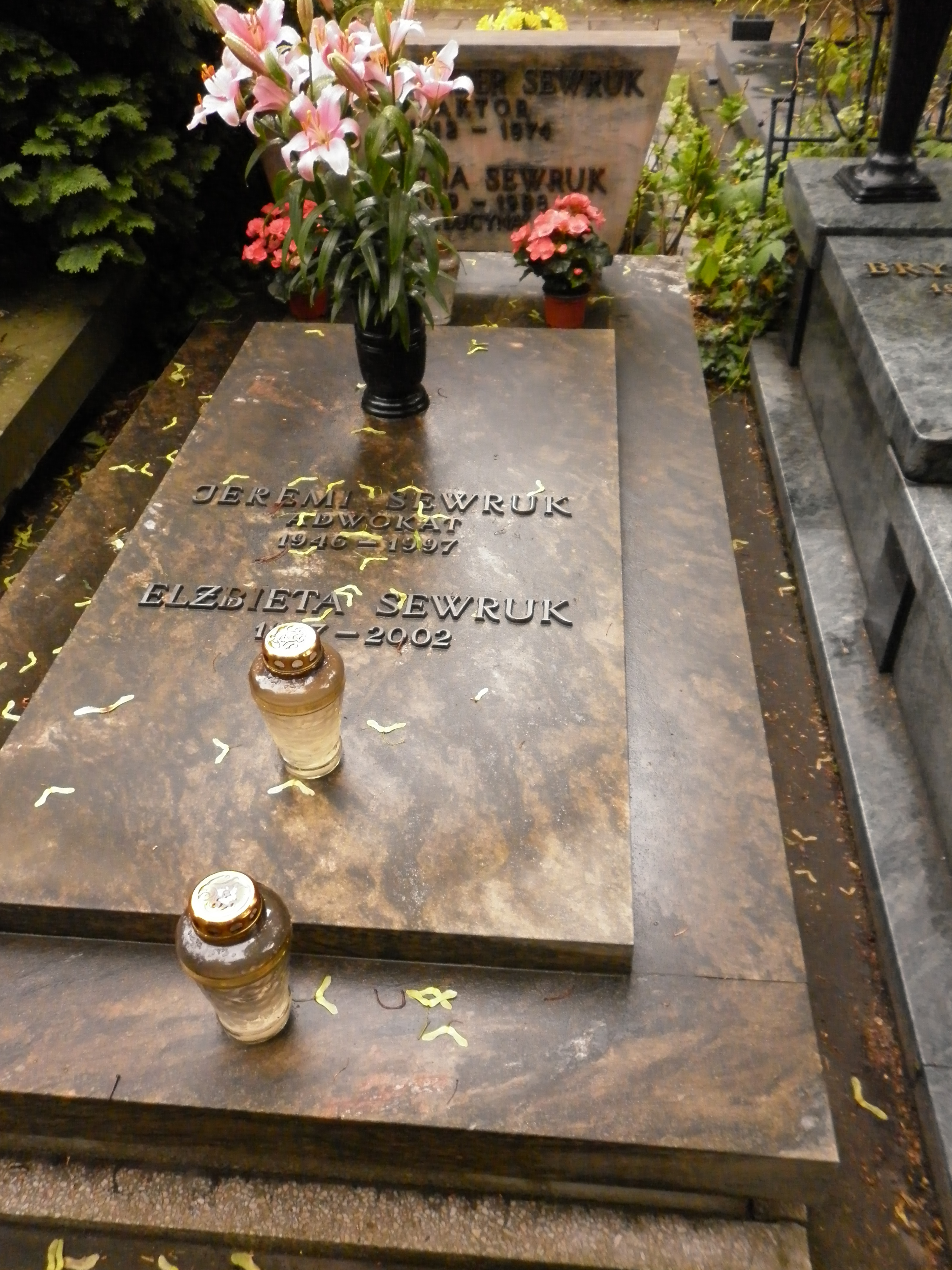
Могила Александера Севрука
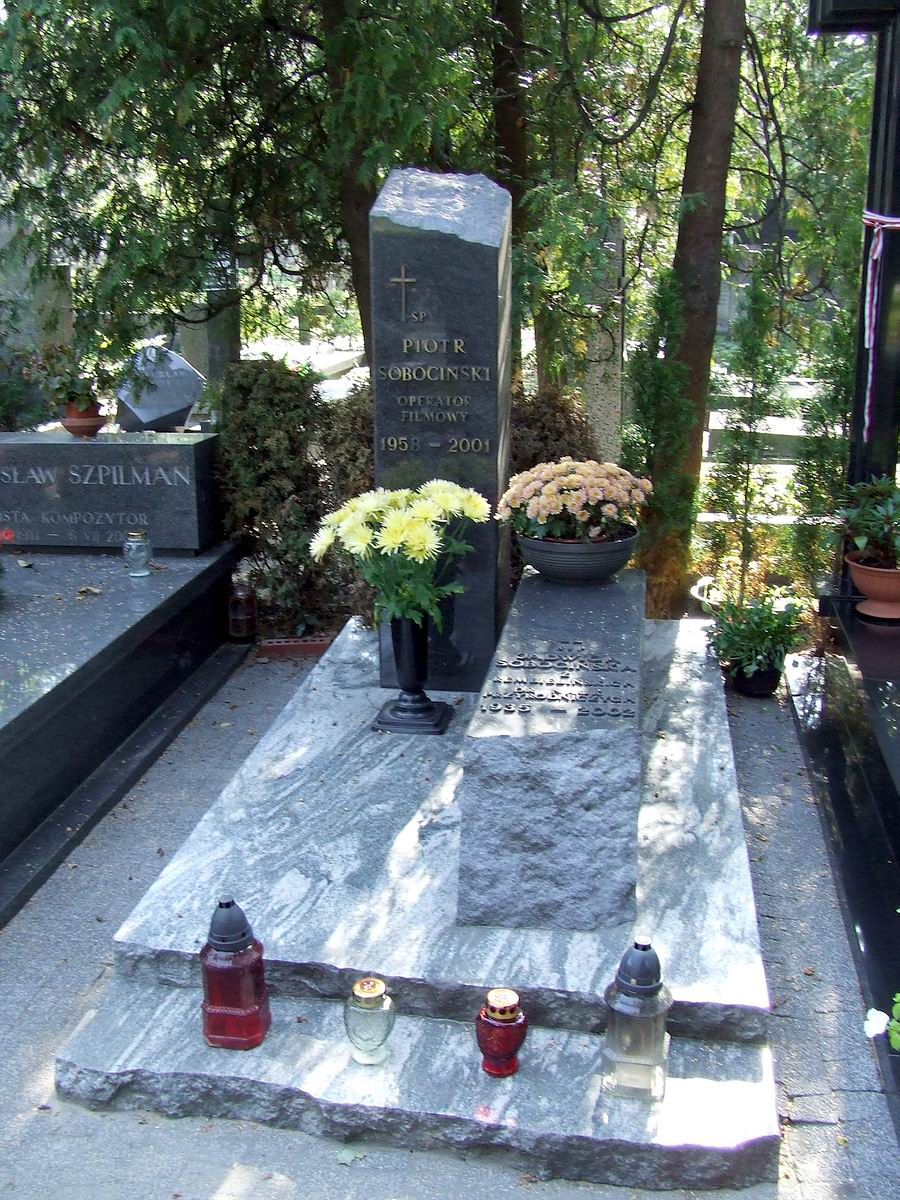
Могила Петра Собочінського
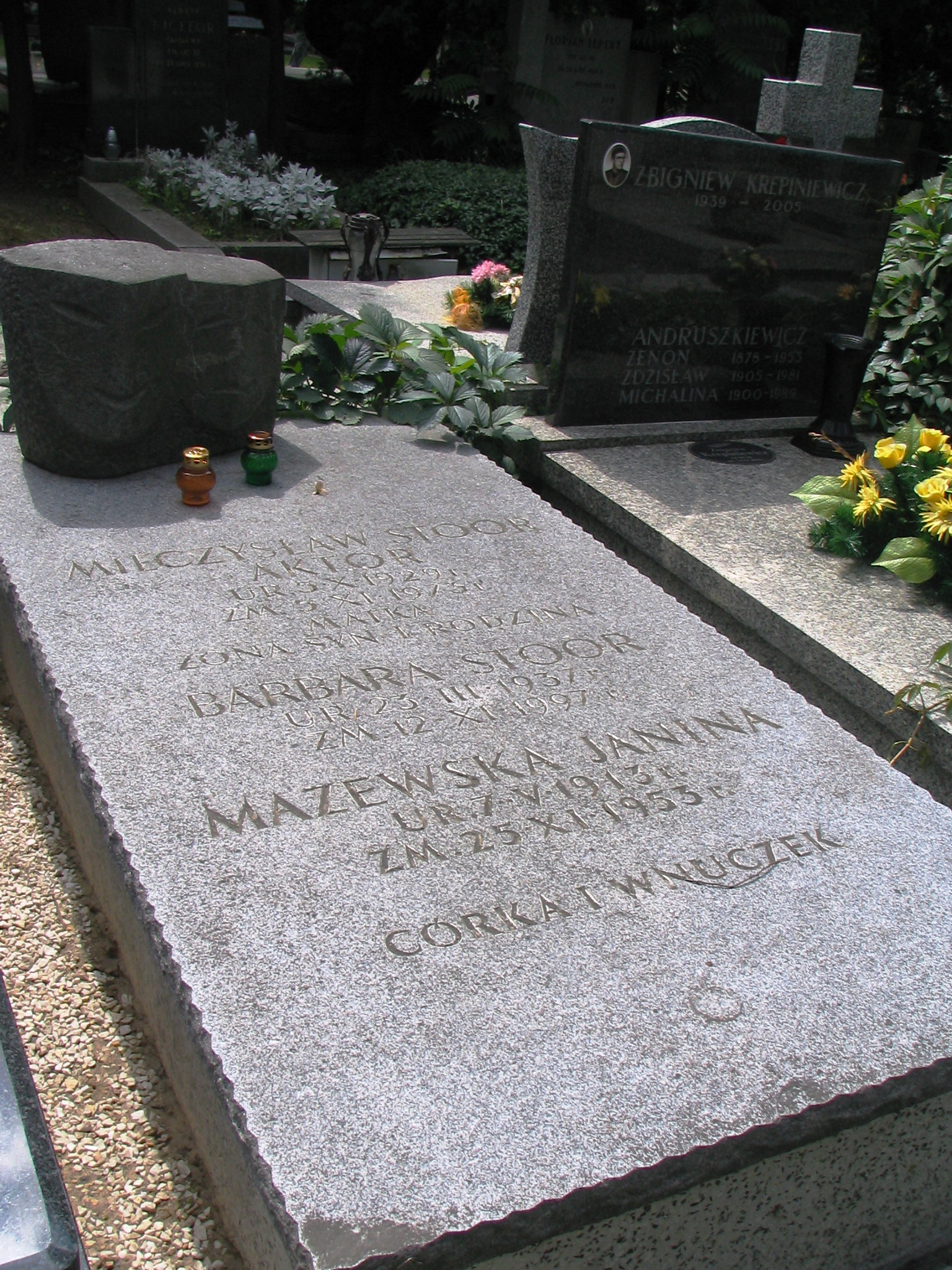
Могила Мечислава Стоора
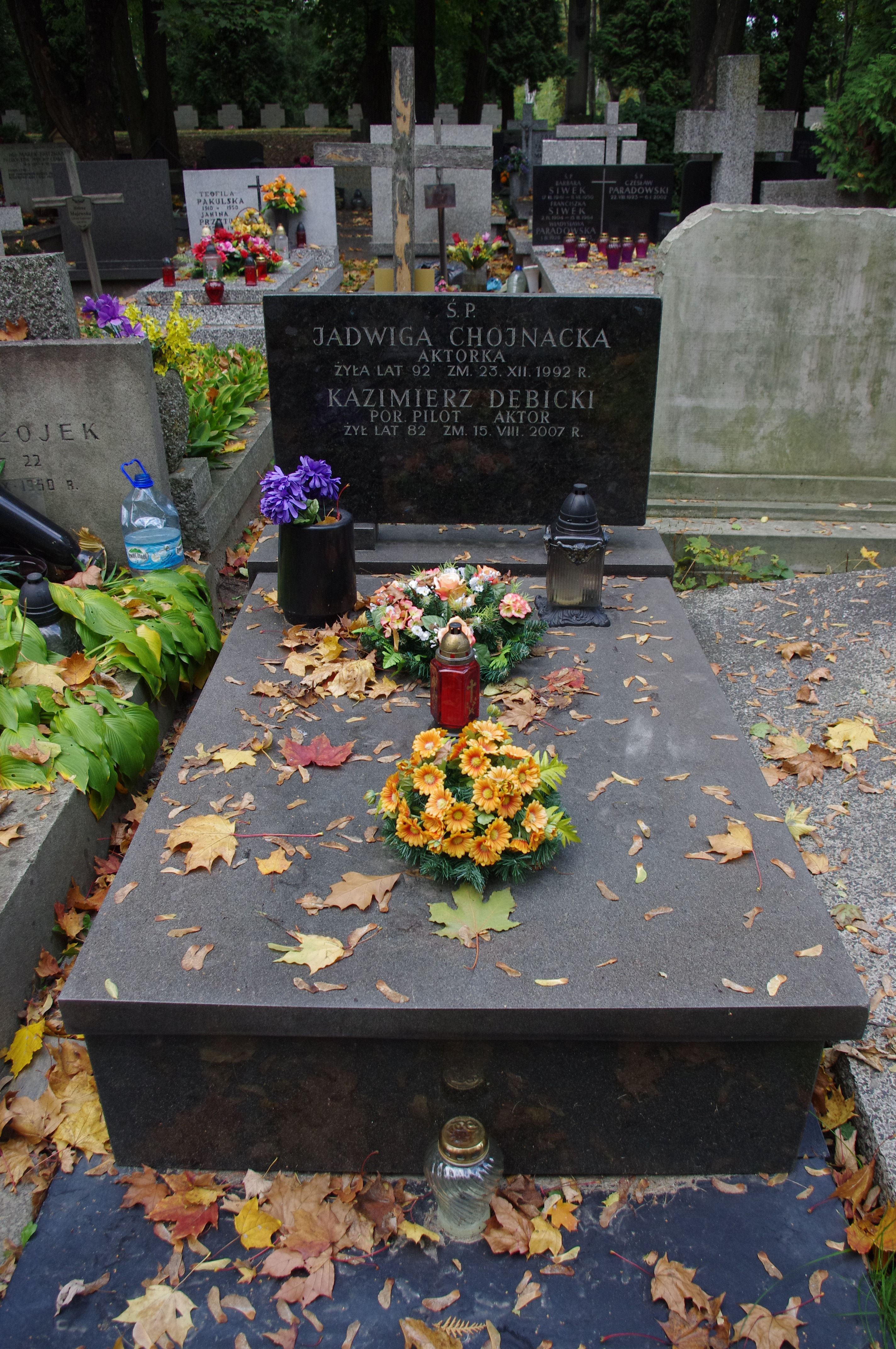
Могила Ядвіги Хойнацької
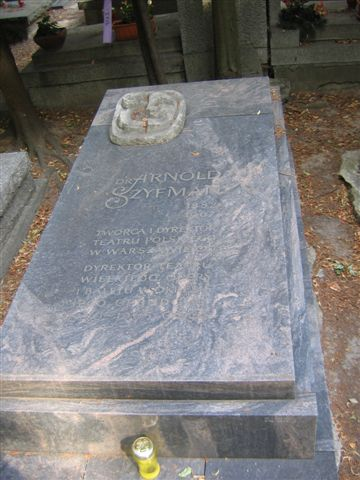
Могила Арнольда Шифмана

### Політики, вчені, люди мистецтва
- Юліуш Бардах, історик

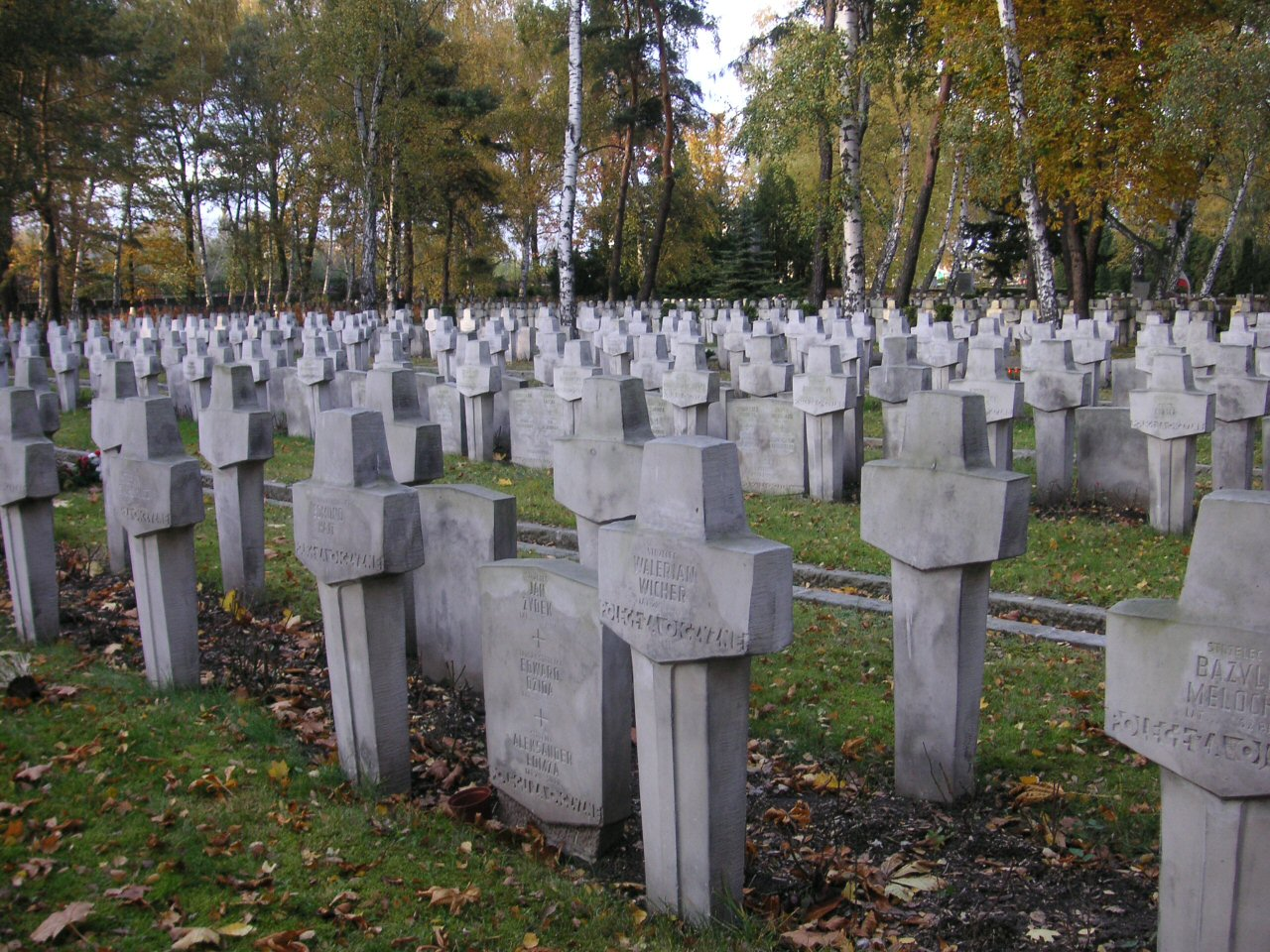
Поховання загиблих у Другій світовій війні

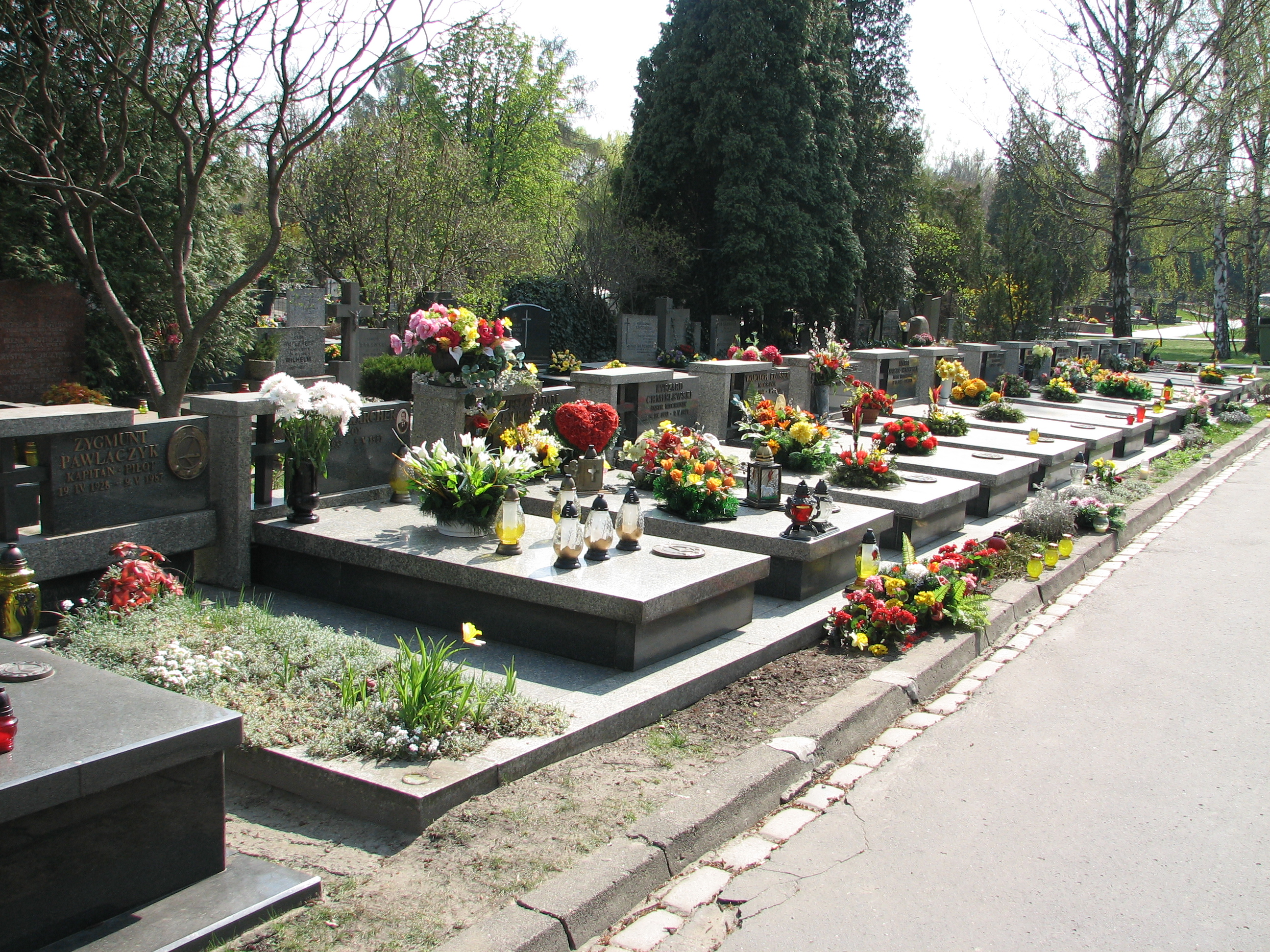
Поховання загиблих у катастрофі Іл-62

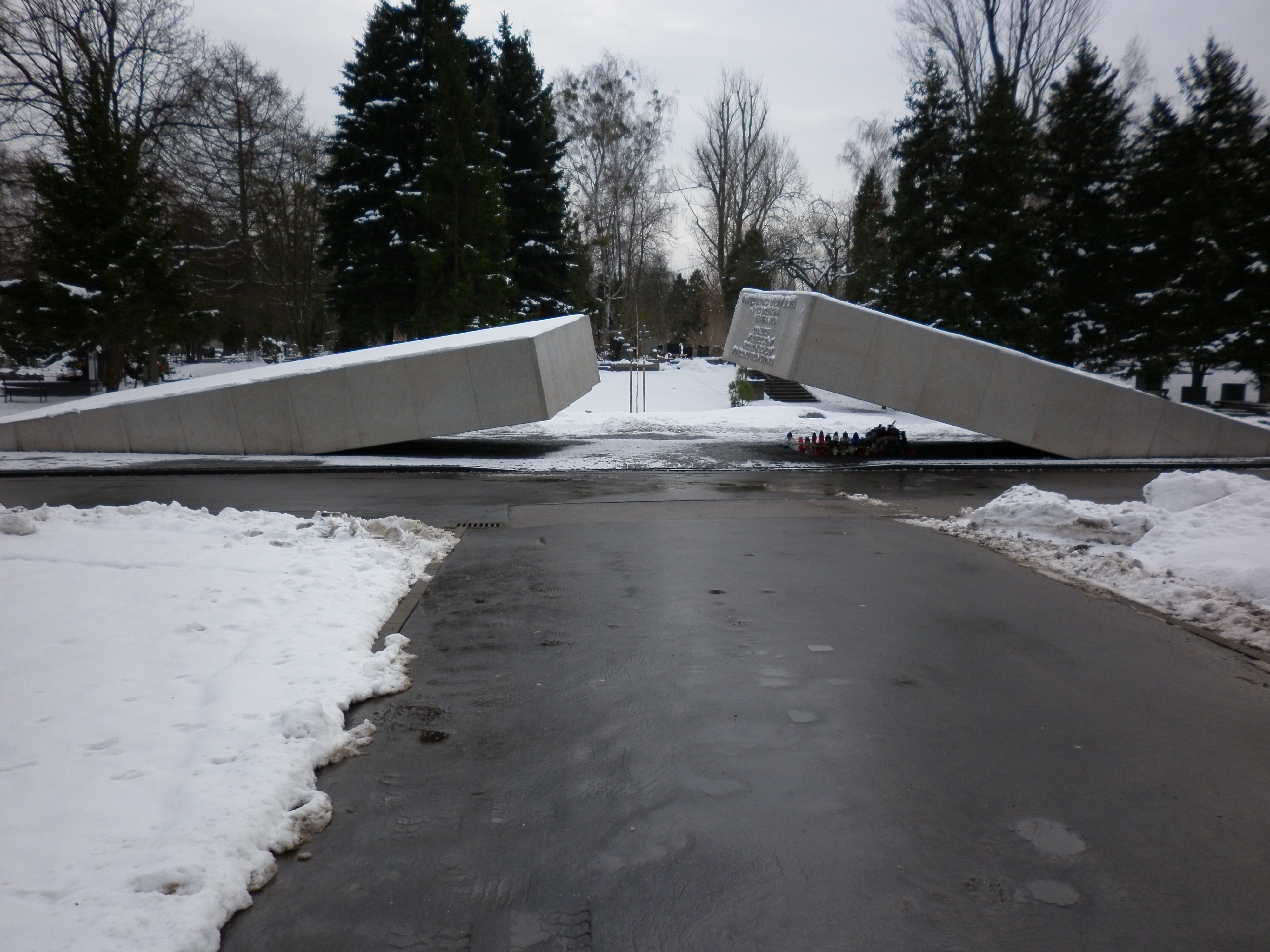
Пам'ятник загиблим у катастрофі під Смоленськом

- Ґражина Бацевич, композитор, скрипаль
- Юзеф Бек, політичний і державний діяч
- Юзеф Белявський, арабіст
- Юлія Брістігер, офіцер держбезпеки
- Міхал Билина, художник
- Мар'ян Внук, скульптор
- Броніслав Геремек, історик
- Владислав Гомулка, вищий партійний керівник в 1956-1970
- Анджей Дравіч, історик літератури, перекладач
- Ксаверій Дуніковський, художник і скульптор
- Леопольд Інфельд, фізик
- Олександр Камінський, польський педагог, письменник, підпільник, Праведник світу
- Алоізій Каркошка, партійно-державний діяч
- Яцек Качмарський, бард руху Солідарність
- Ян Кноте, польський архітектор, графік, письменник, поет і дипломат.
- Олександр Кобздей, художник і скульптор
- Лешек Колаковський, філософ
- Владислав Комар, спортсмен
- Тадеуш Котарбінський, філософ, логік
- Яцек Куронь, політичний і державний діяч, один з лідерів руху Солідарність
- Алфред Лампі, політичний діяч-комуніст, публіцист
- Ігнаци Лога-Совінський, політичний, громадський і профспілковий діяч, дипломат
- Юліан Мархлевський, політичний діяч-комуніст
- Едвард Охаб, політичний діяч
- Стефан Розмарин, юрист і державний діяч
- Збіґнєв Ромашевський, фізик і державний діяч
- Маріан Спихальський, політичний діяч
- Антоній Унеховський, художник
- Анатоль Фейгін, офіцер розвідки і держбезпеки
- Альфред Фідеркевич, політичний діяч
- Юліуш Хибнер, фізик-ядерник
- Владислав Шпільман, композитор, піаніст
- Петро Ярошевич, голова уряду в 1970-1980

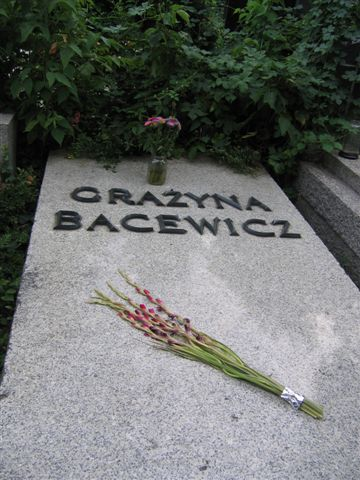
Могила Ґражини Бацевич
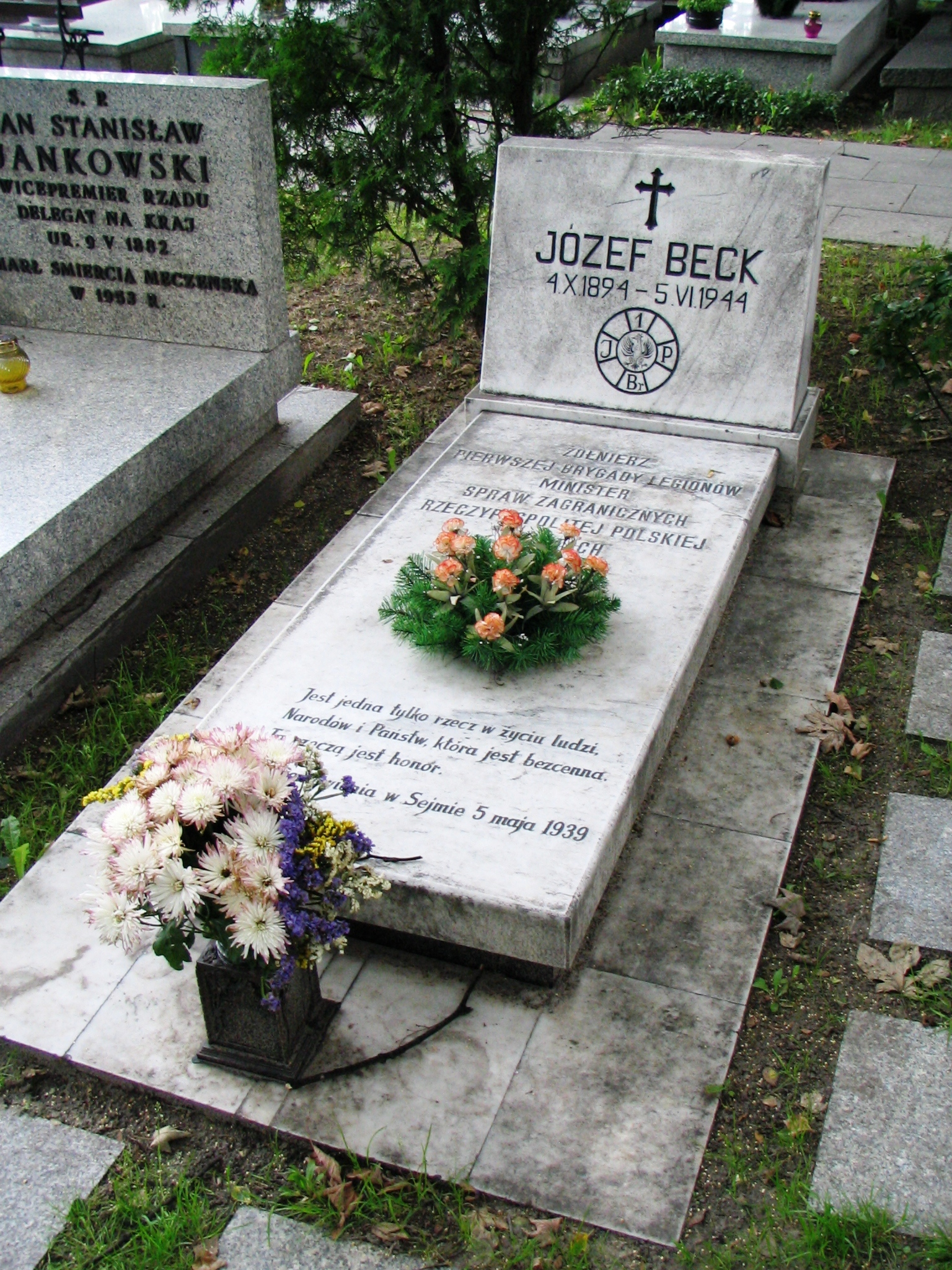
Могила Юзефа Бека
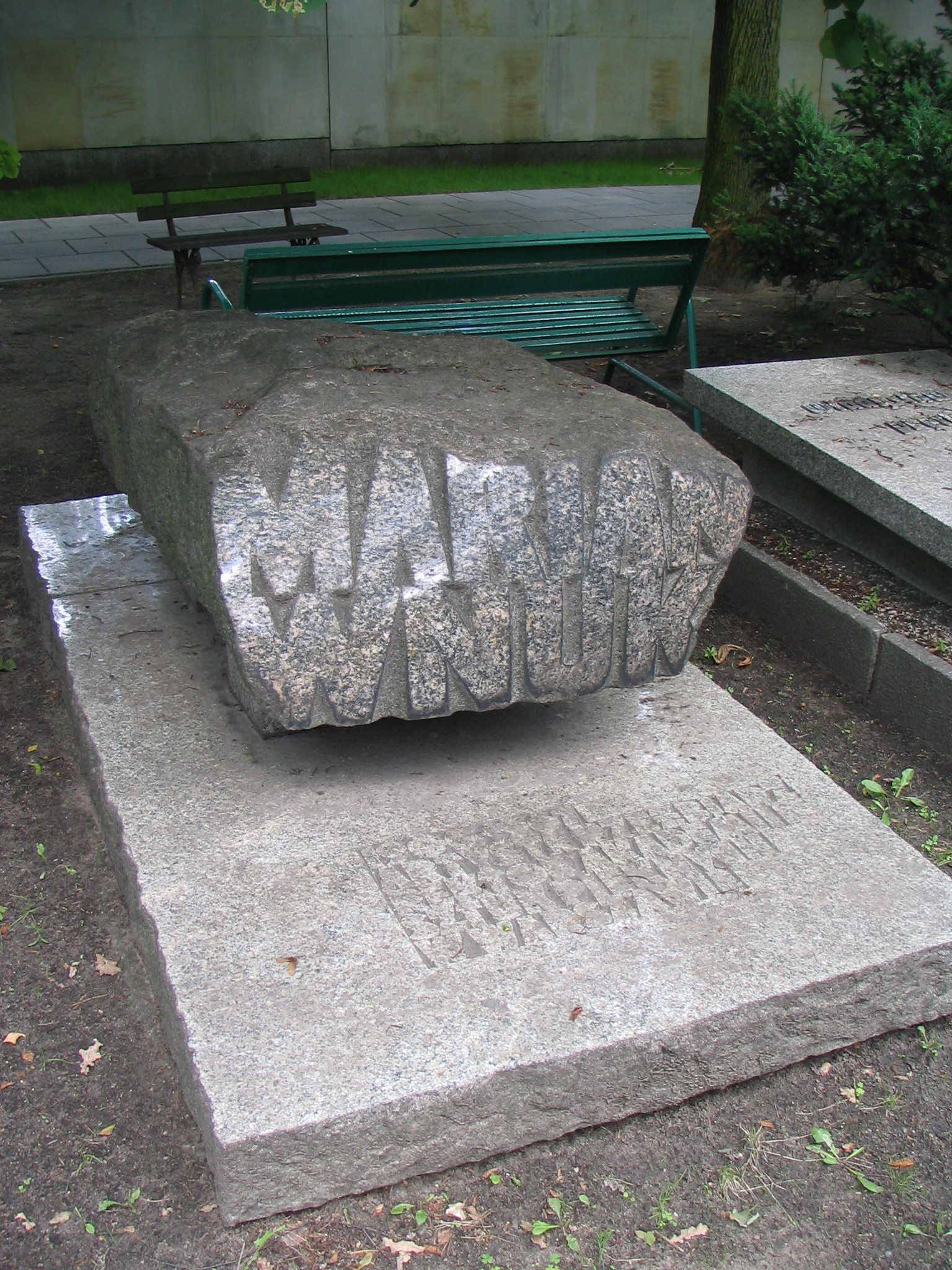
Могила Мар'яна Внука
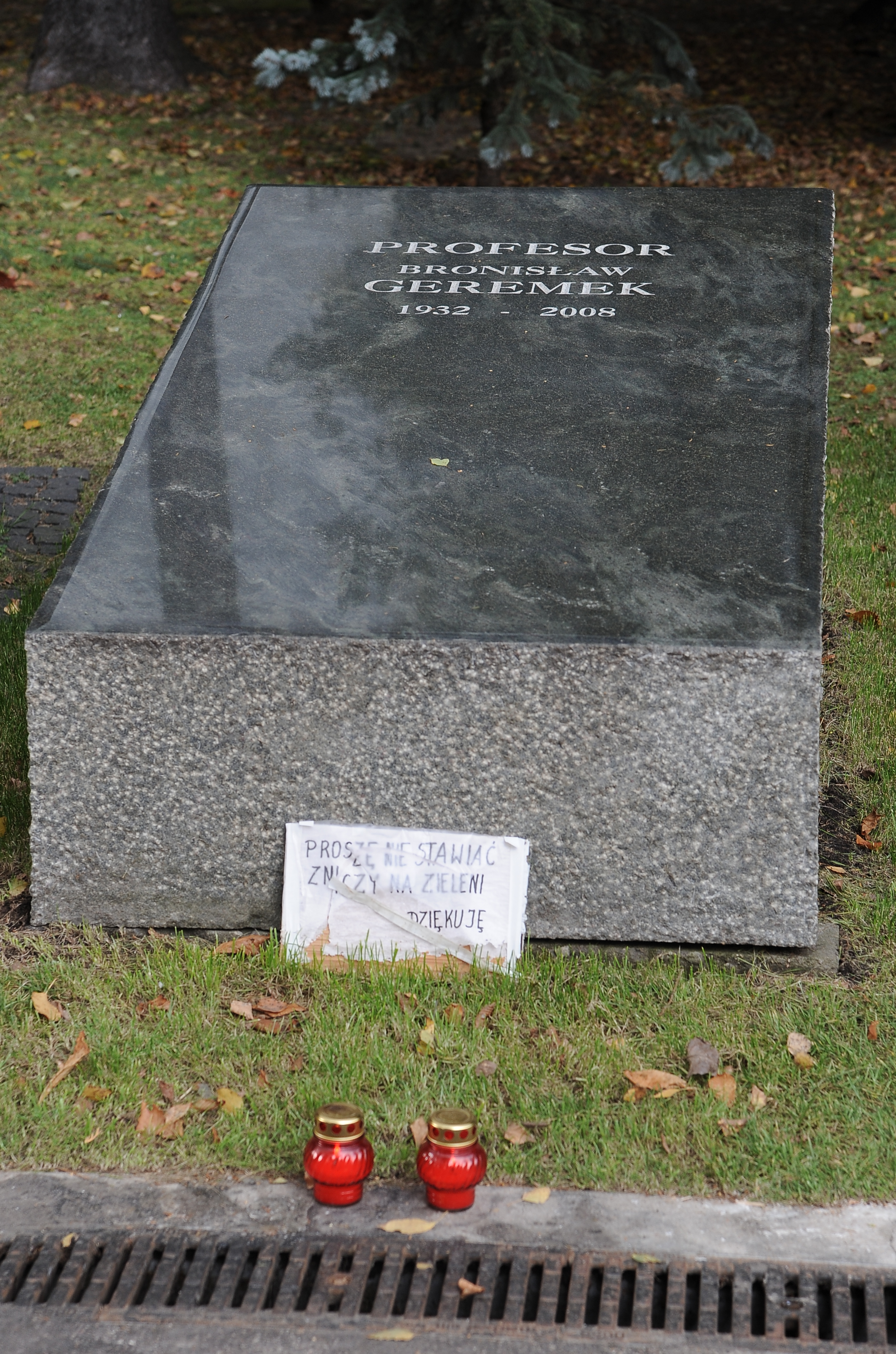
Могила Броніслава Геремека
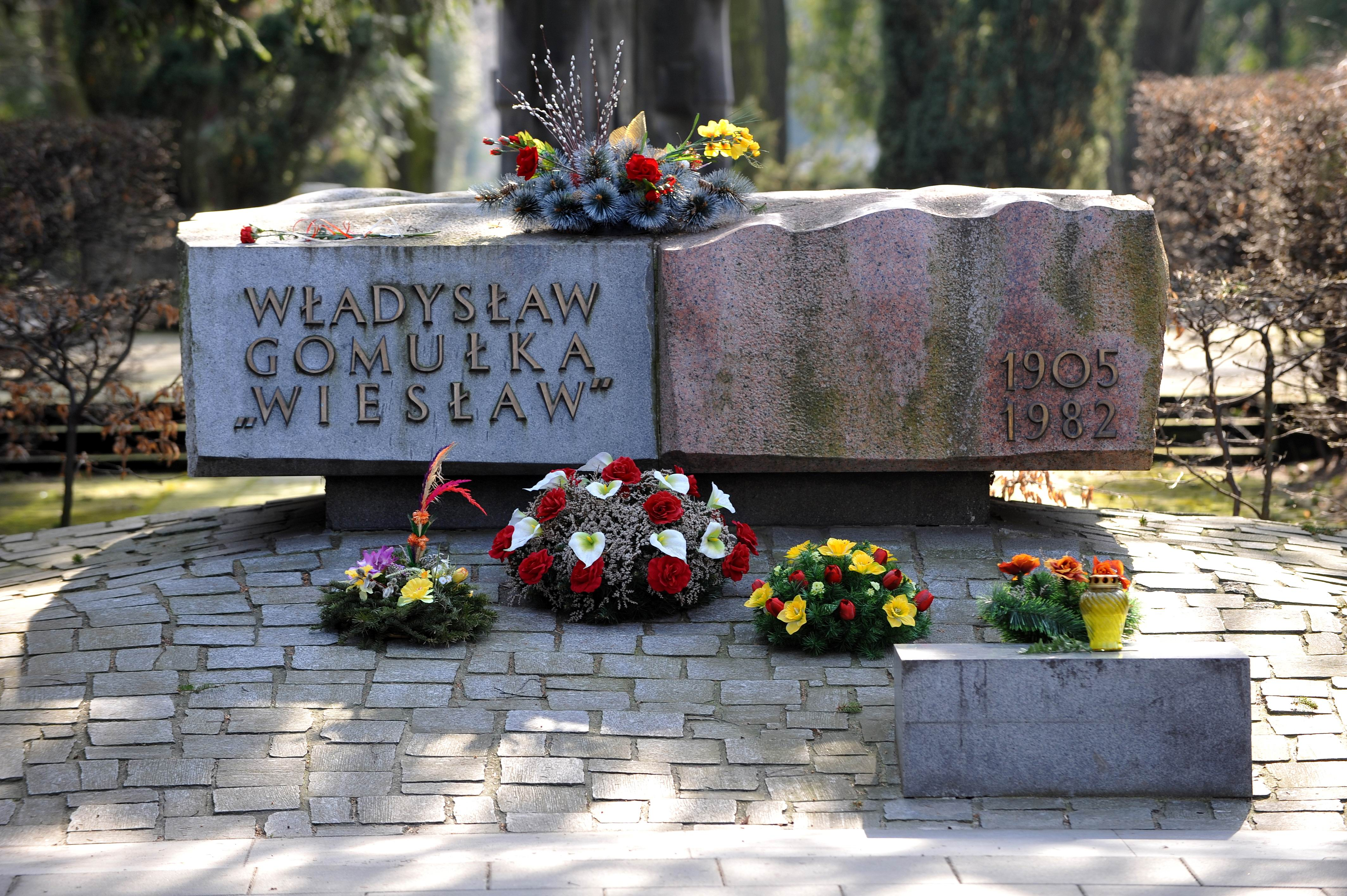
Могила Владислава Гомулки
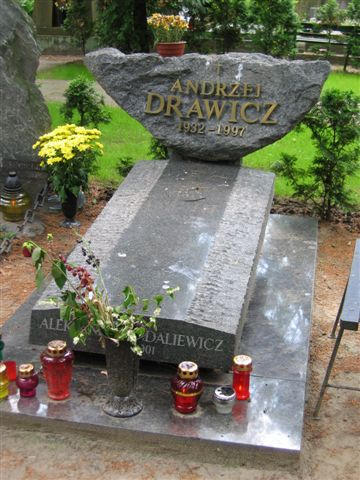
Могила Анджея Дравіча
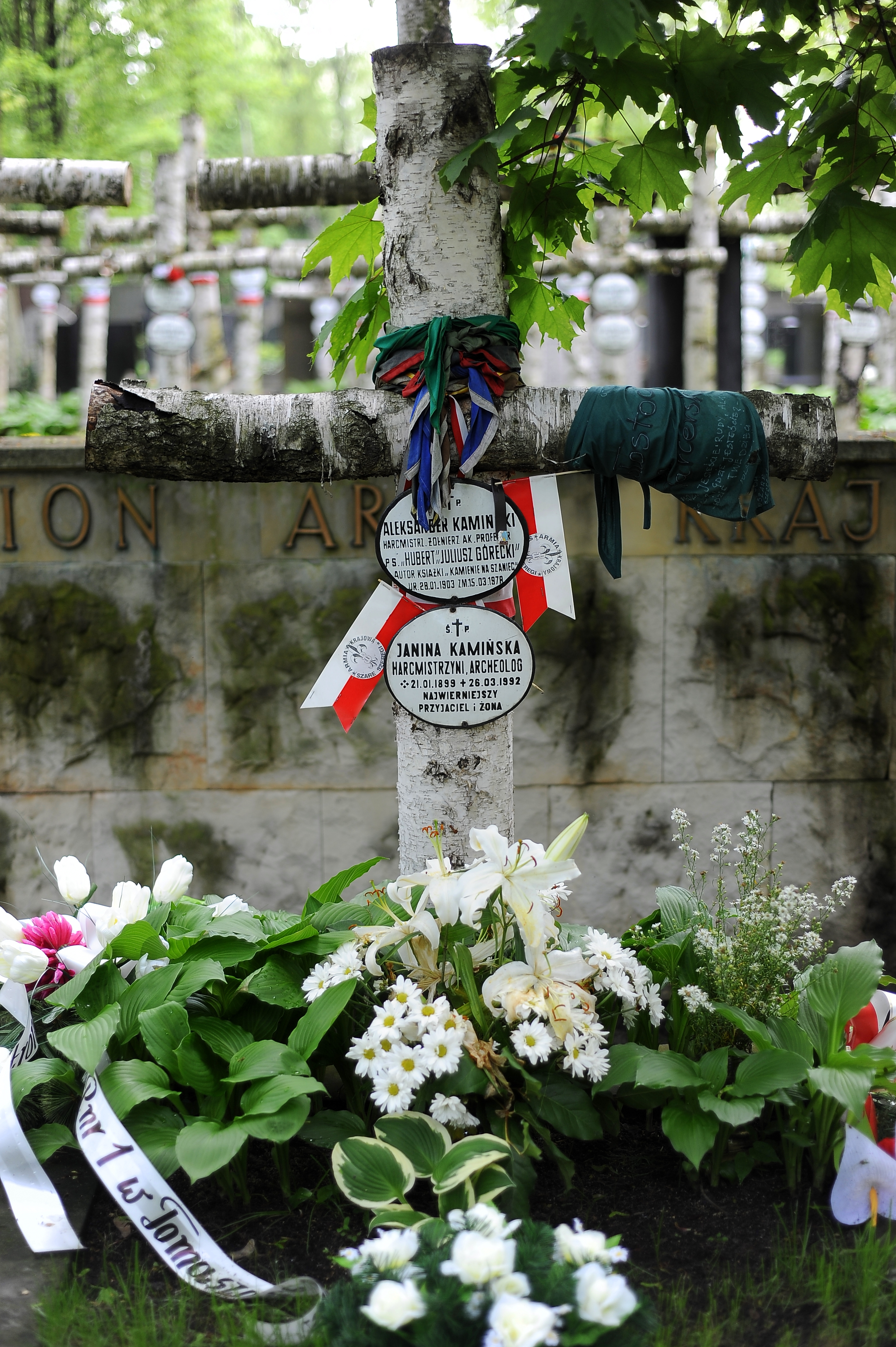
Могила Олександра Камінського
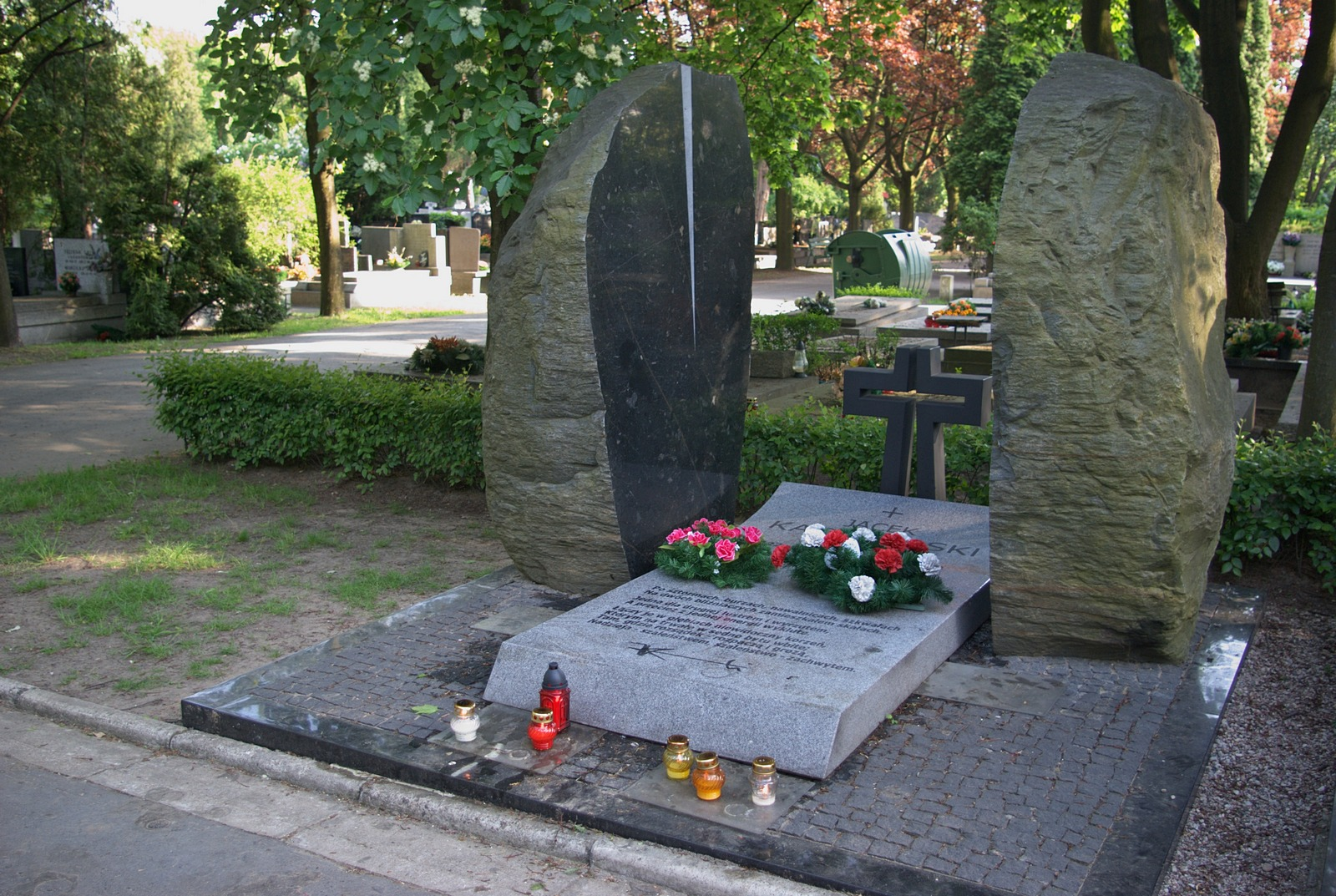
Могила Яцека Качмарського
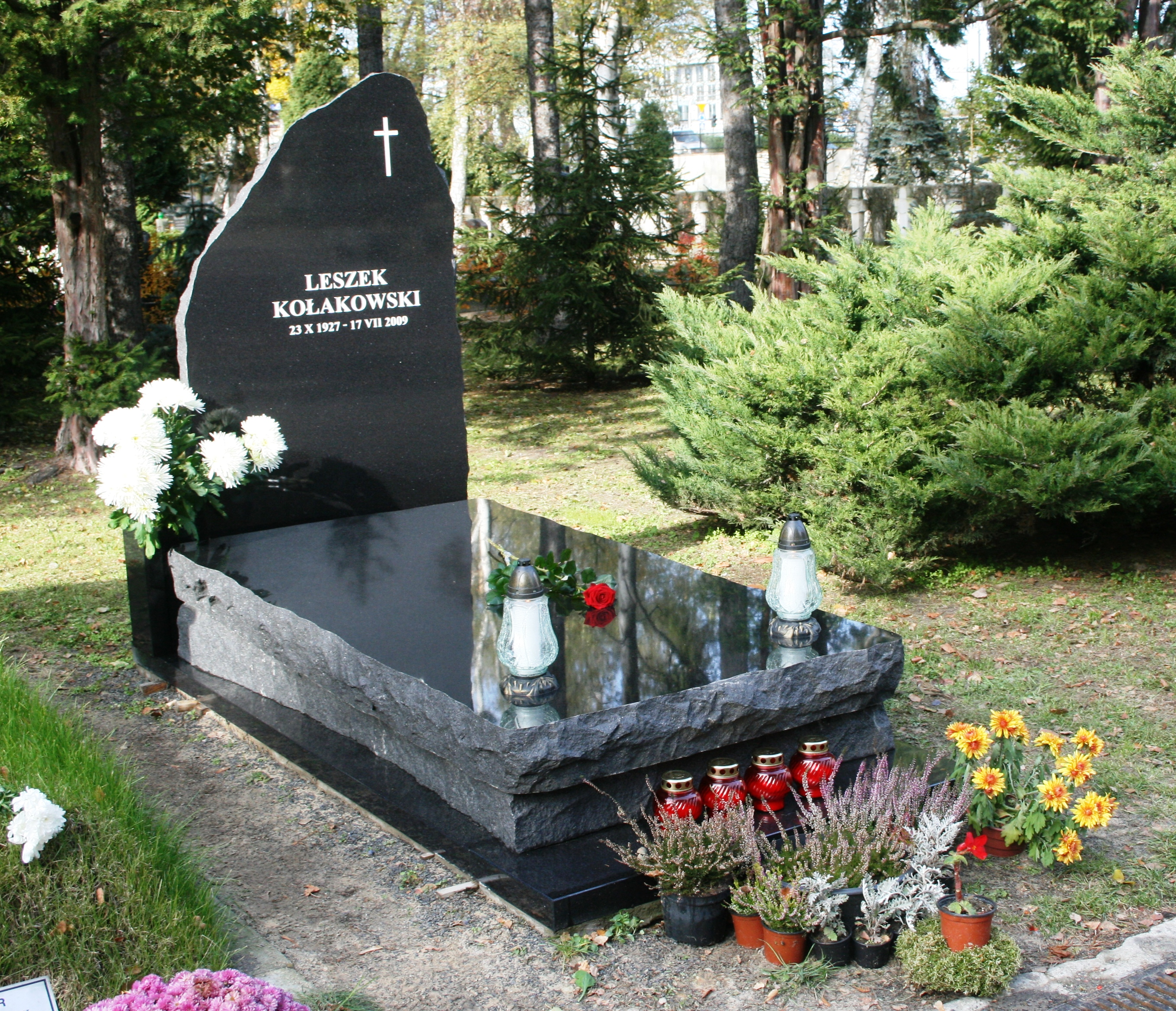
Могила Лешека Колаковського
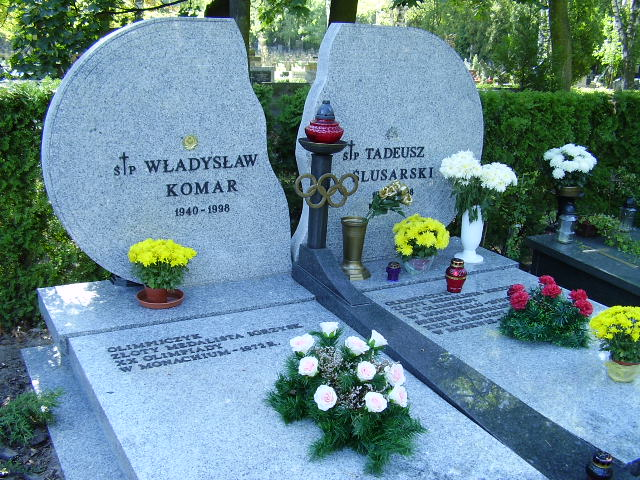
Могила Владислава Комара
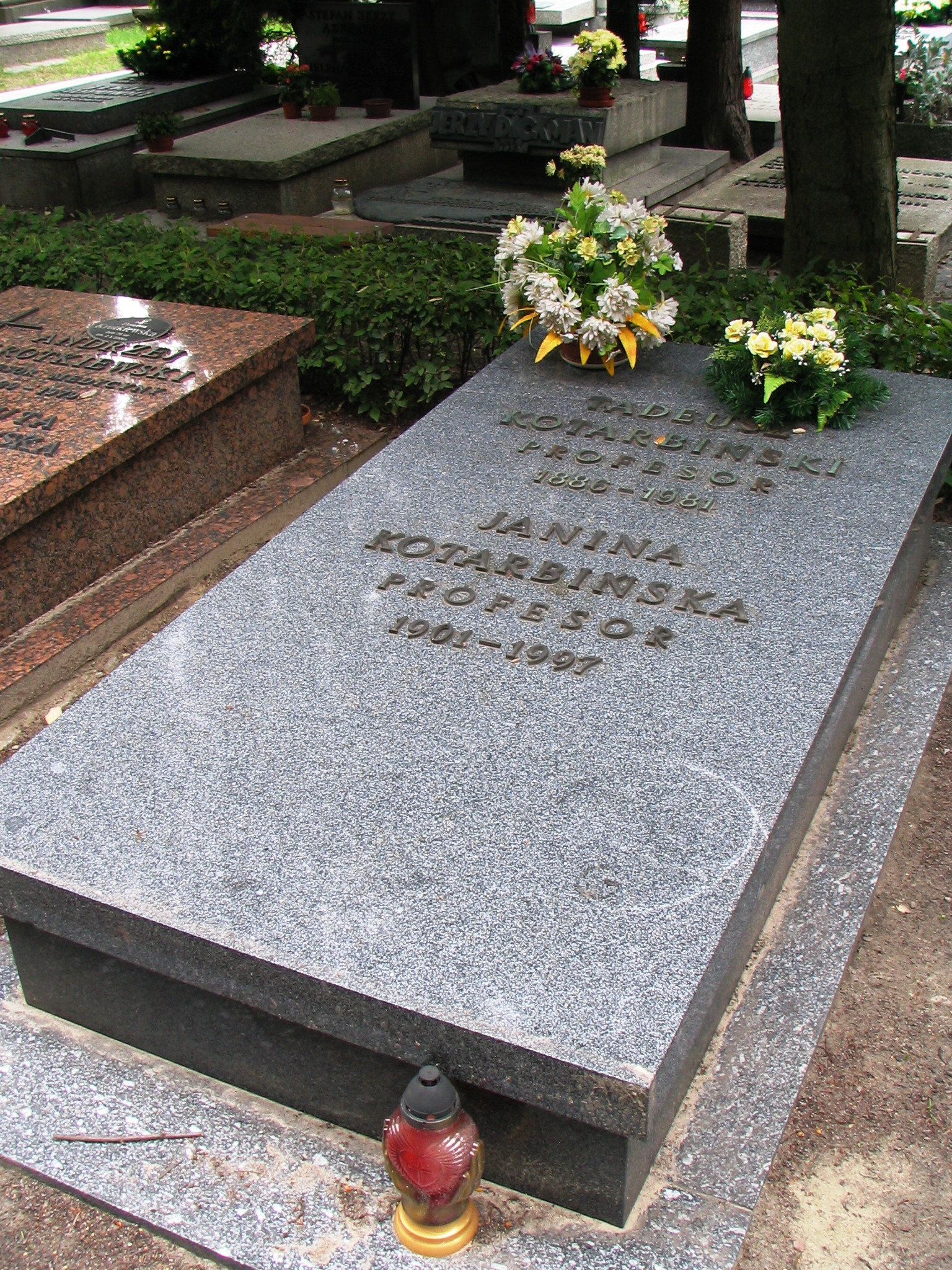
Могила Тадеуша Котарбінського
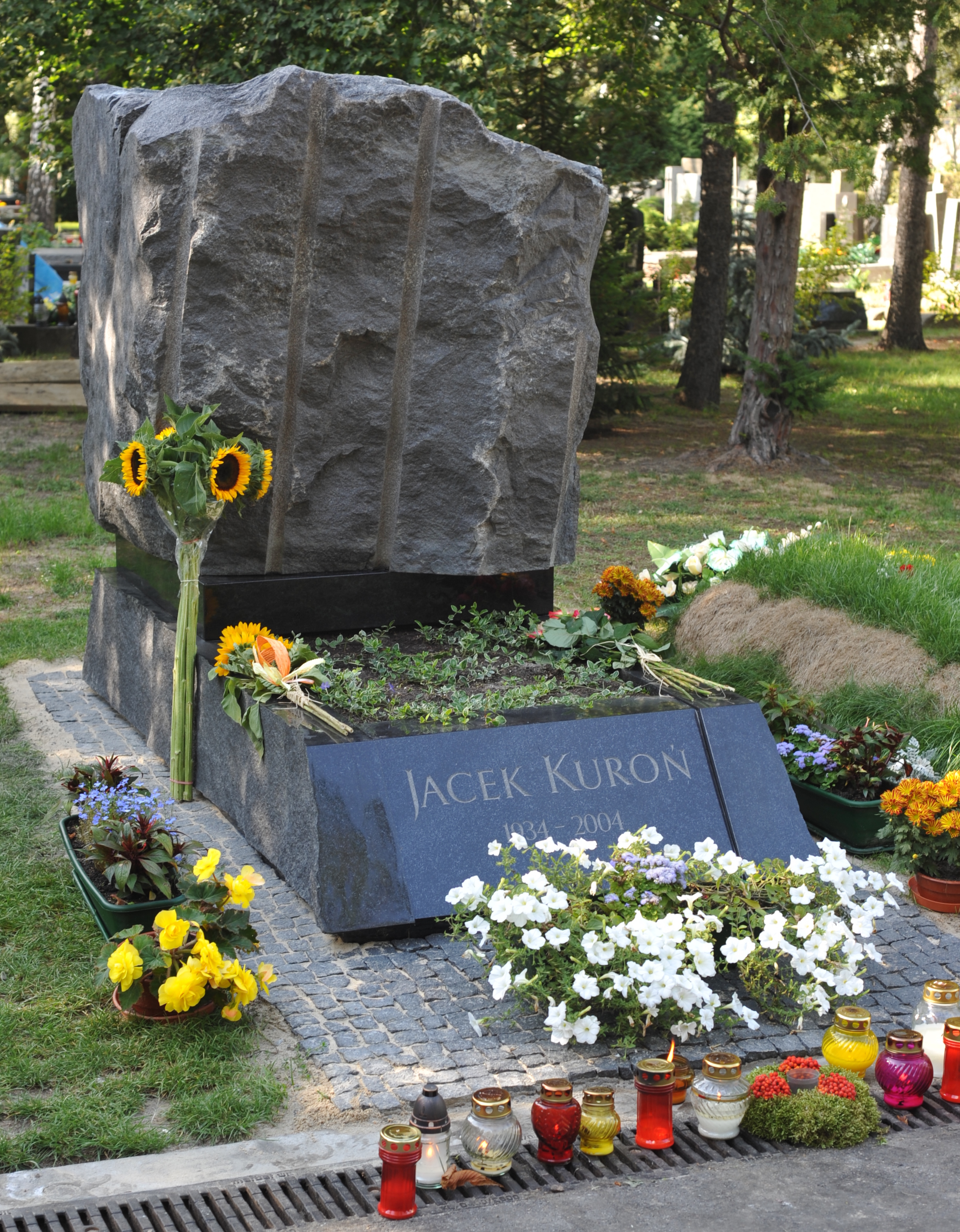
Могила Яцека Куроня
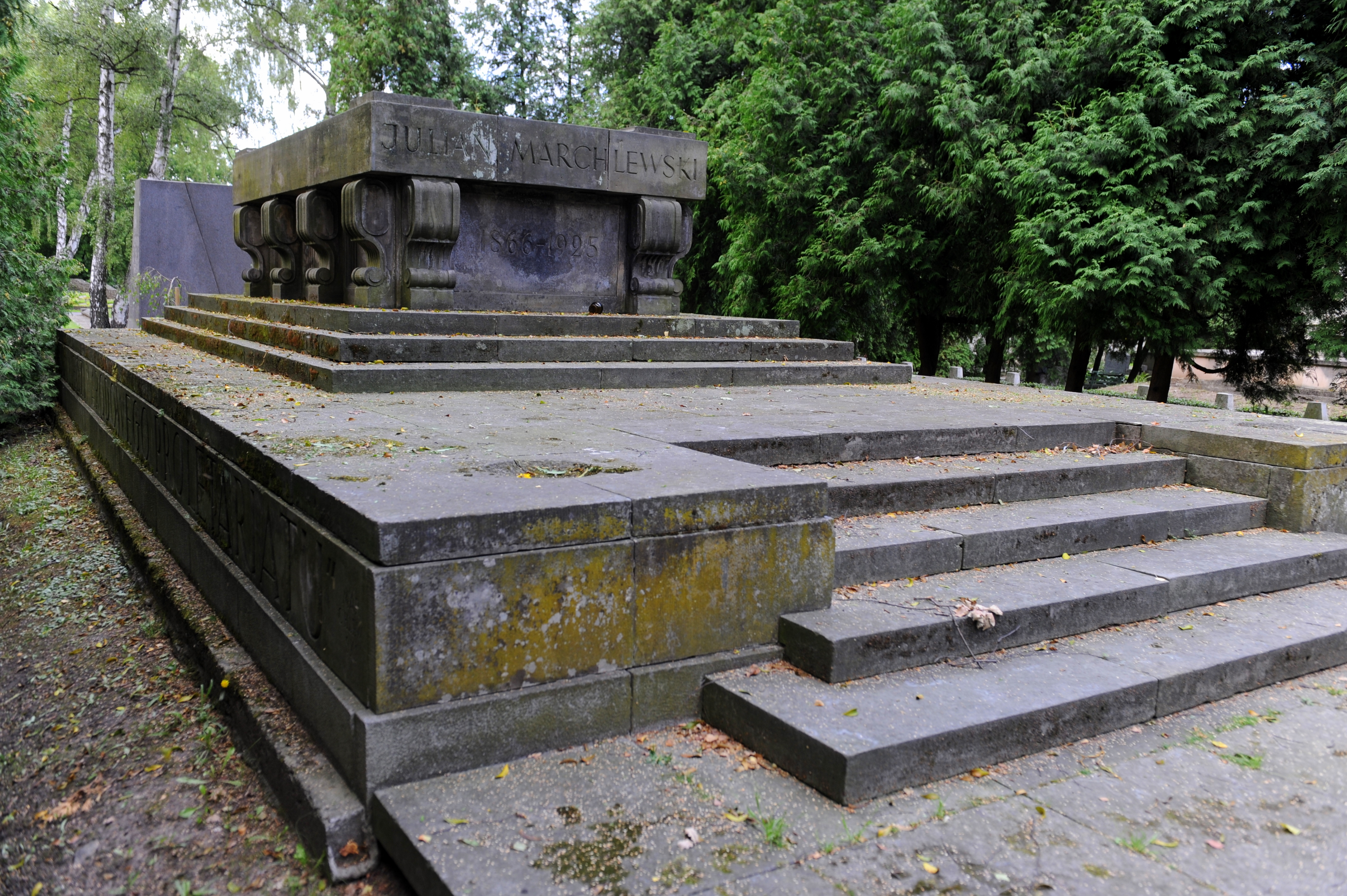
Могила Юліана Мархлевського
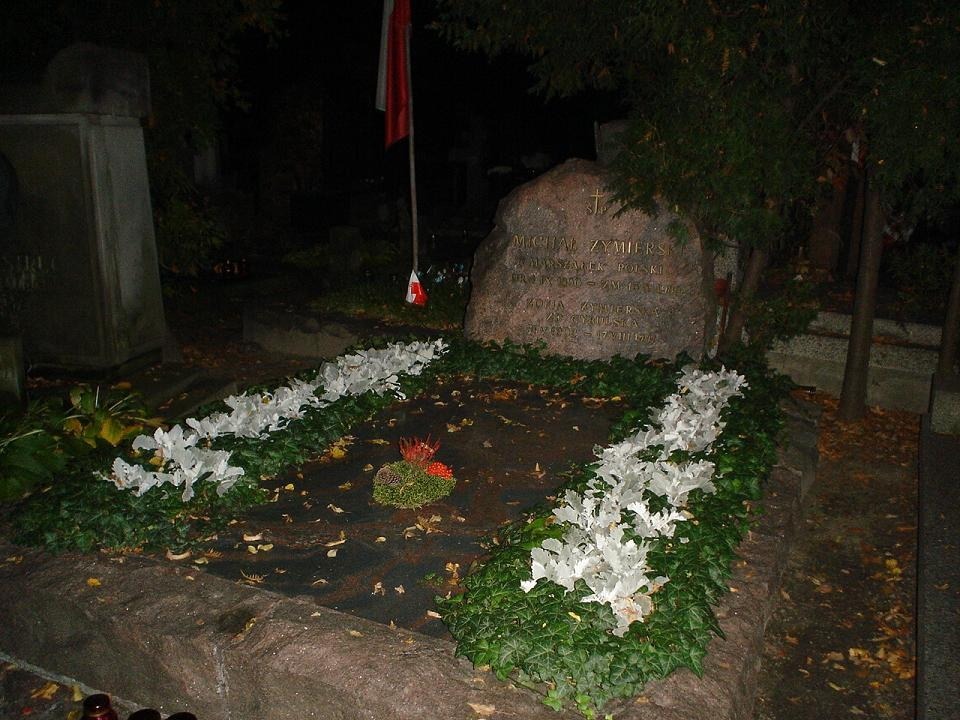
Могила Міхала Роля-Жимерського
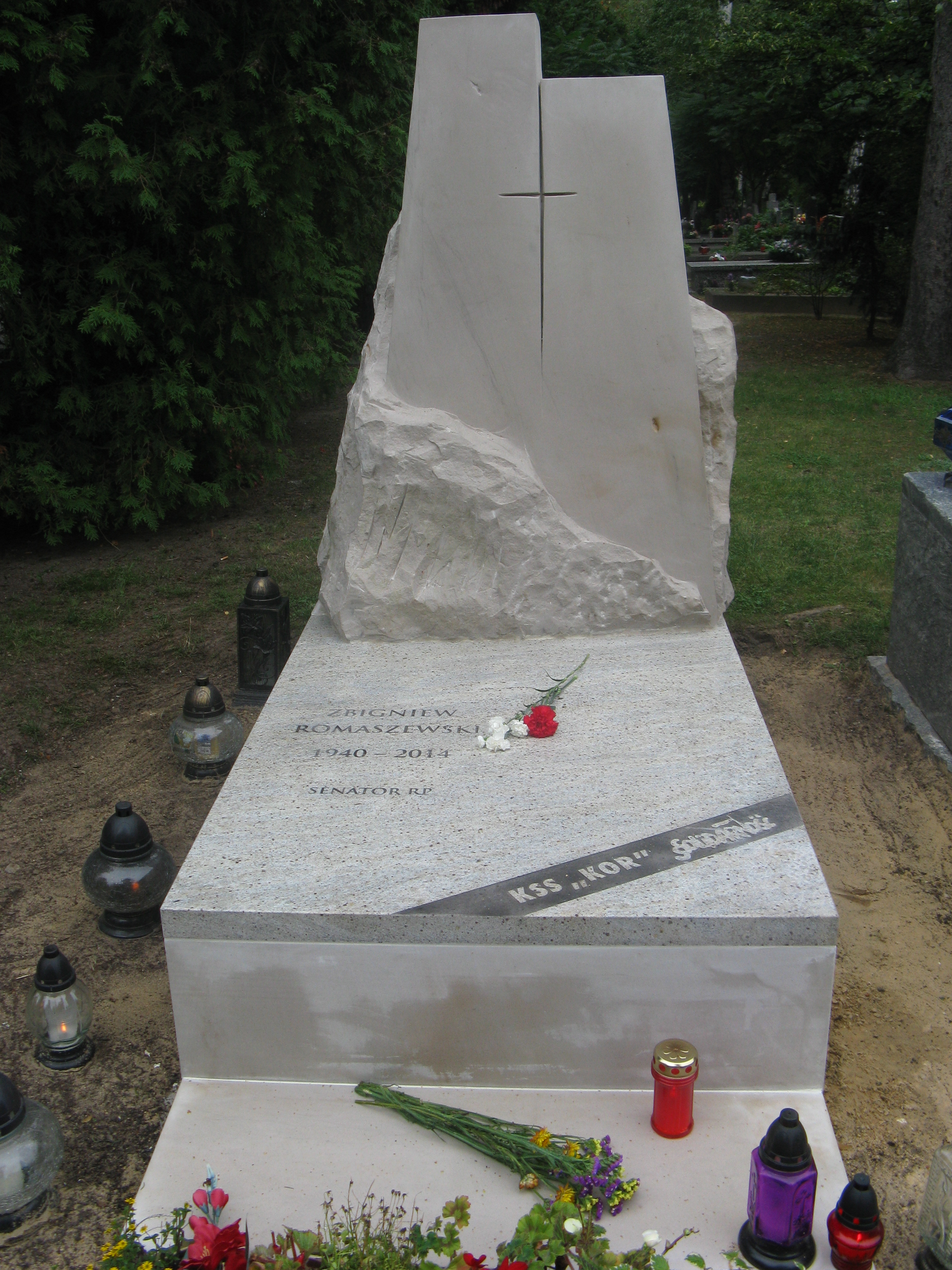
Могила Збігнєва Ромашевського
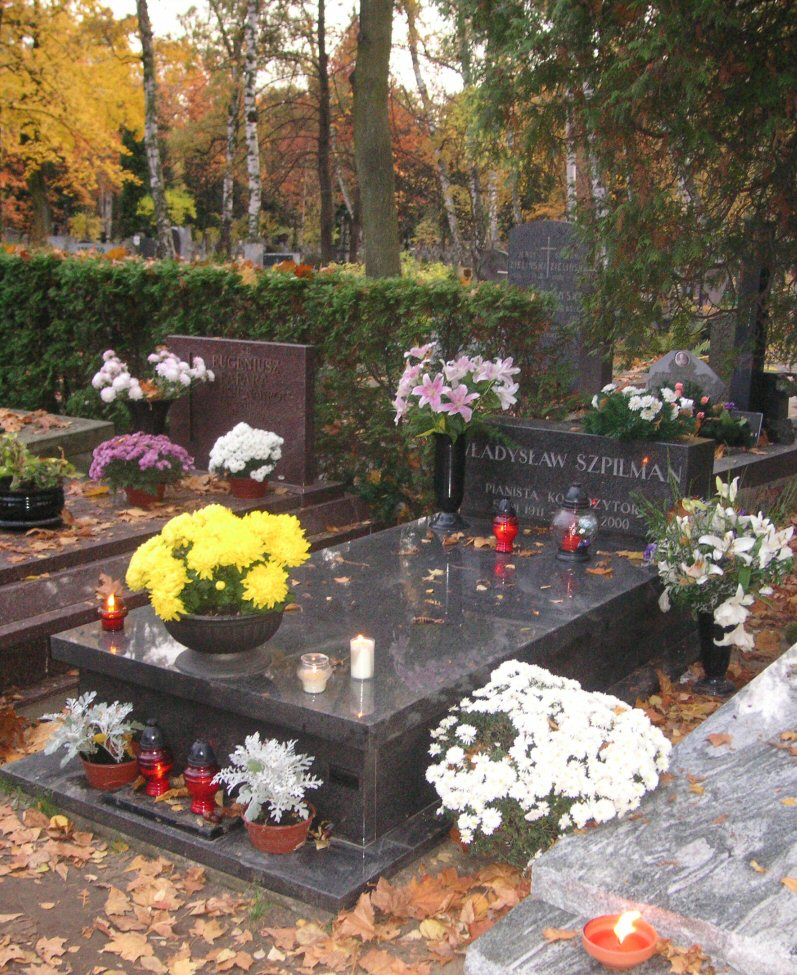
Могила Владислава Шпільмана